# Женева
Жене́ва (фр. Genève [ʒəˈnɛv], франкопров. Geneva, нем. Genf, итал. Ginevra, романш. Genevra) — город на юго-западе Швейцарии. Столица одноимённого франкоязычного кантона и административный центр одноимённой коммуны.
С населением в 201 000 человек (2017) Женева является вторым по величине городом страны. Иностранные граждане составляют 48 % населения. В пределах трансграничной агломерации «Большая Женева» проживает 915 000 человек. Город расположен на берегах Женевского озера при выходе из него реки Роны, у границы с Францией. В 2014 году Женева была названа лучшим городом для проживания.
В городе расположены штаб-квартиры многочисленных международных организаций, в том числе Европейского отделения ООН, Красного Креста, ВТО, ВОЗ, ЦЕРН, до 1946 года — Лиги Наций. Женева также является мировым финансовым центром. Вблизи города расположен Большой адронный коллайдер. Наряду с Базелем, Нью-Йорком и Страсбургом, Женева является одним из немногих городов мира, в котором находится одна из влиятельных международных организаций и который при этом не является столицей какой-либо страны.
Река Рона делит город на две части. На левом берегу Роны исторический центр с собором Святого Петра и готической ратушей, на правом берегу — Дворец Наций и железнодорожный вокзал. Главная достопримечательность — фонтан высотой 147 метров.
Впервые упоминается Юлием Цезарем как кельтское поселение Генава в I веке до н. э. В средние века она была под властью различных европейских государств. В XVI веке проведена Реформация, на рубеже XVIII—XIX веков Женева находилась в составе наполеоновской Франции. В 1815 году на правах кантона она вошла в состав Швейцарии.

## Этимология
Город упоминался в древнеримских текстах (Записки о Галльской войне) под названием Гена́ва (лат. Genava), возможно, из кельтского топонима genawa от корня genu — изгиб, в этом смысле — извилистая река или эстуарий.
Средневековое графство Женева, на средневековой латыни известное как pagus major Genevensis или Comitatus Genevensis (также и Gebennensis), ставшее после 1400 года Женевской провинцией Савойи, хотя и не простирающейся до самого города, до тех пор, пока после Реформации не стала местом Женевской епархии.
Название города принимает различные формы в некоторых современных языках Geneva /dʒɪˈniːvə/ на английском, фр. Genève, нем. Genf , итал. Ginevra и романш. Genevra.
Название города от genawa — эстуарий, близко по происхождению с итальянским городом-портом Генуя (итал. Genova).

## История

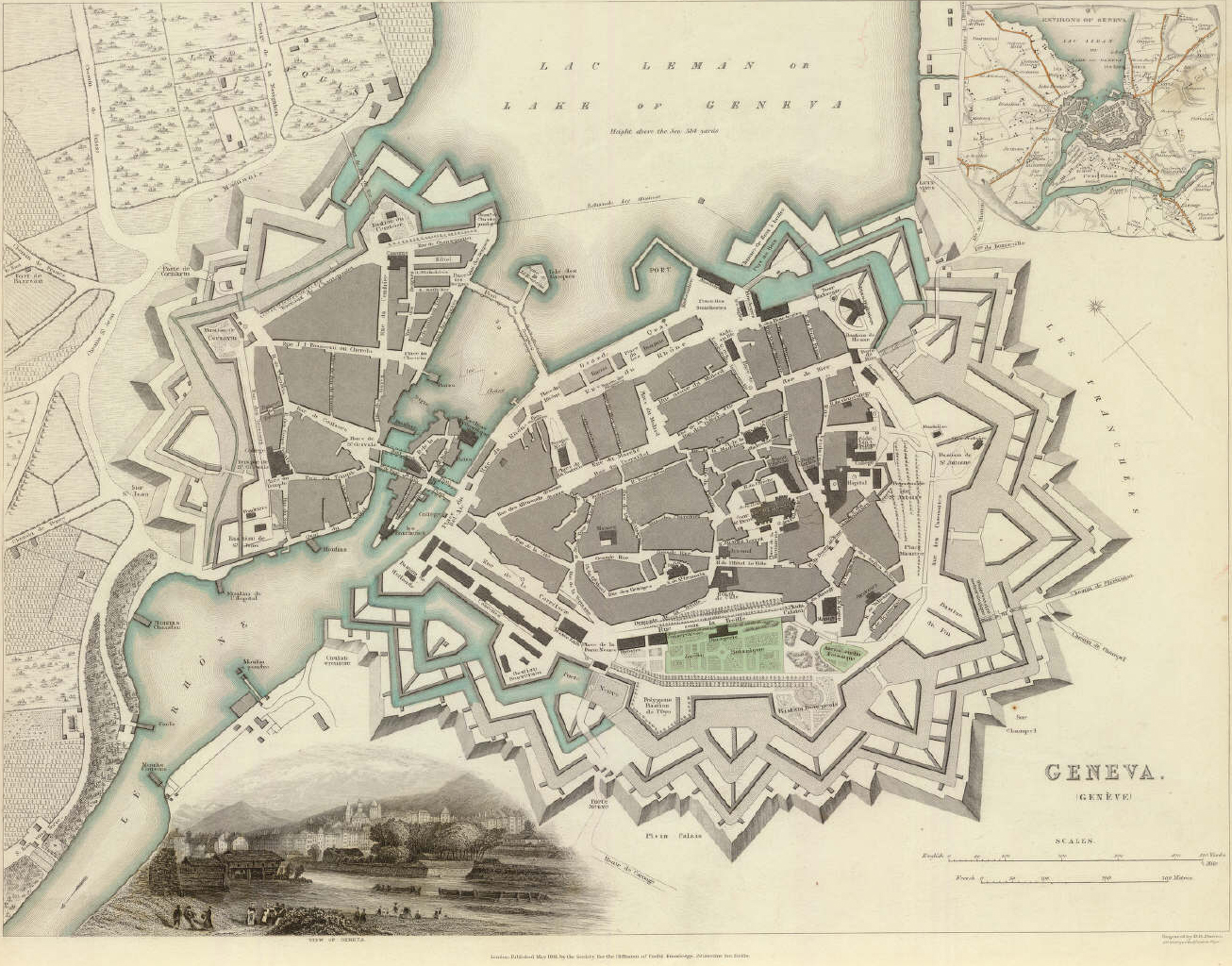
План Женевы, 1841 год

Первые поселения на месте современного города возникли больше 2000 лет назад. В 120 году до н. э. римские войска захватили основанный кельтами за несколько веков до этого и уже развитый город в том месте, где река Рона вытекает из Женевского озера. В IV веке население принимает христианство. В XI веке город становится частью Священной Римской империи. В 1124 году епископы Женевские добились признания себя в качестве правителей Женевы, чем был положен конец власти графов Женевских в самой Женеве. При этом графы Савойские возводили на епископский престол представителей своей семьи. Женева получила самоуправление в 1387 году.
В 1526 году Женева, Фрибур и Берн заключили оборонительный союз. В 1530 году савойский герцог Карл III был вынужден признать независимость Женевы.
В XVI веке город превратился в крупный европейский центр Реформации, принимавший большое число религиозных беженцев, в том числе из соседней Франции. Женева была местом деятельности таких деятелей Реформации, как Ульрих Цвингли и Жан Кальвин, который до своей смерти в 1564 году сурово и деспотически властвовал в Женеве.
В 1584 году Женева вновь заключила договор о взаимопомощи с Берном и Цюрихом, но против вступления города в Швейцарский союз протестовали 5 католических общин, бывших на стороне герцогов Савойских. В 1602 году савойский герцог Карл Эммануил I попытался захватить Женеву, в ночь с 11 на 12 декабря 1602 года произошла важнейшая для города битва, в которой савойцы потерпели поражение. Ежегодно женевцы отмечают этот день как «праздник Штурма» или «Эскалады». В 1603 году был заключён договор, по которому Женева окончательно получила независимость.
В 1685 году во Франции был отменён Нантский эдикт о веротерпимости и в Женеву прибыло много беженцев-гугенотов, среди которых было много ремесленников и предпринимателей, что способствовало развитию города. В Женеве процветали торговля, банковское дело и производство часов.
Из-за противоречий между правившей в Женеве аристократией и низшими слоями населения в Женеве в 1707 и 1737 годах происходили восстания. В 1782 году произошло очередное восстание, которое было подавлено с помощью войск Франции, Сардинского королевства и Берна.
В 1792 году правители города были свергнуты, и Женеву провозгласили республикой с равными для всех политическими правами.
В 1798 году Наполеоном город был присоединён к Франции, для чего был создан специальный департамент Леман. По результатам Венского конгресса в 1815 году она была присоединена к Швейцарской Конфедерации.
В 1847 году, после народных восстаний 1841 и 1846 года под руководством Джеймса Фази, была принята новая, более демократическая конституция Женевы.
В 1907 году женевский парламент принял акт о разделении церкви и кантона. После Первой мировой войны Женева стала штаб-квартирой Лиги Наций благодаря помощи федерального канцлера Густава Адора и дипломата Вилльяма Раппара. После Второй мировой войны в Женеве расположилось отделение ООН.

## География

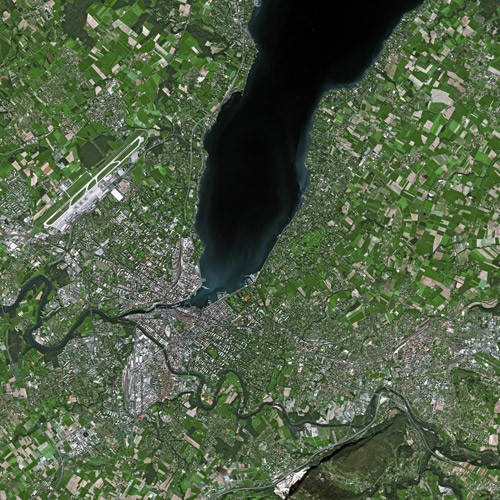
Женева на космическом снимке спутника SPOT

Женева расположена на 46°12' с. ш. и 6°09' в. д. на юго-западной оконечности Женевского озера, где вытекает река Рона. Город окружён горными цепями Альп и Юра.

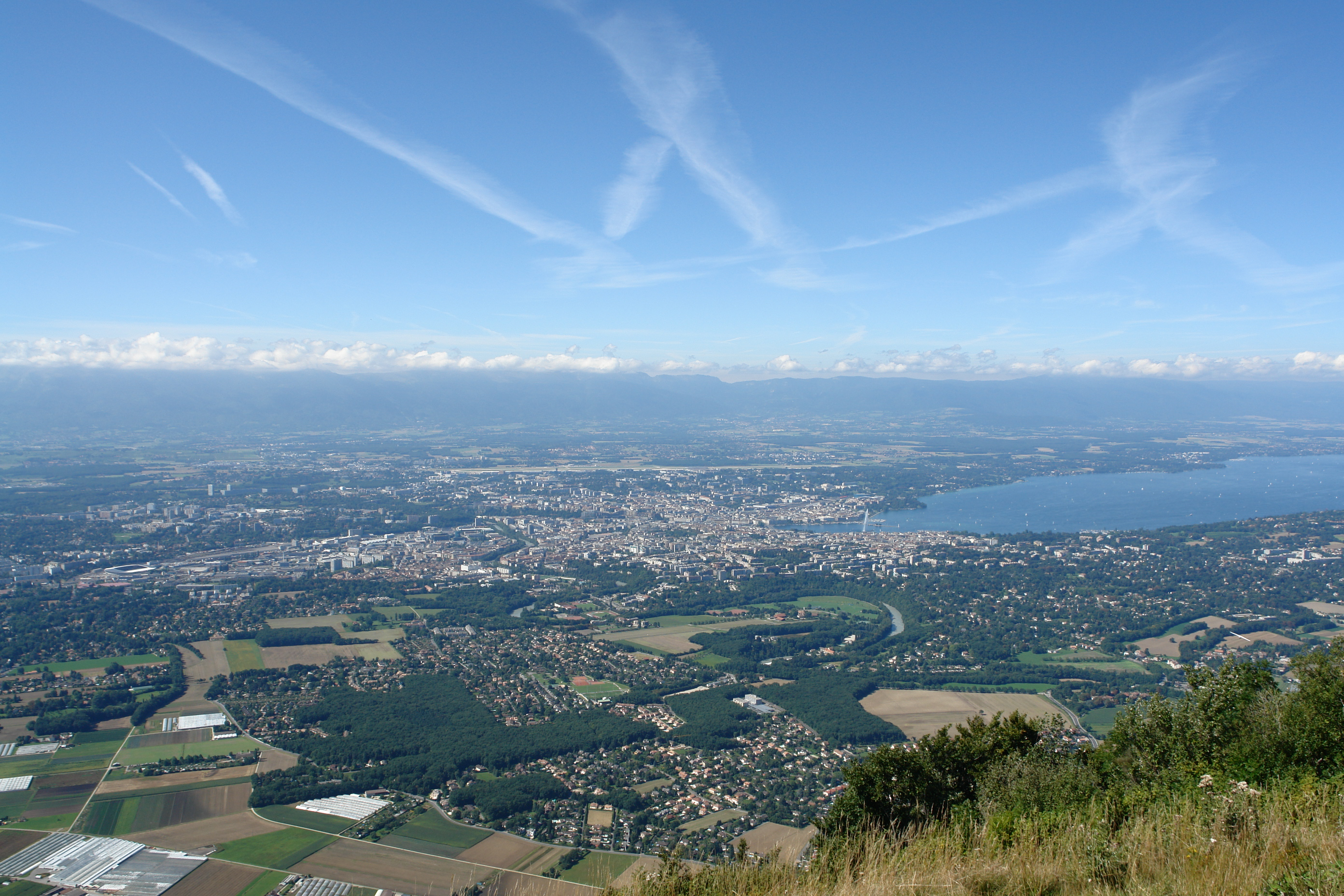
Вид Женевы с горы Салев во Франции. Горы Юра видны на горизонте

Город занимает площадь в 15,93 км², в то время как площадь самого кантона составляет 282 км², включая два маленьких анклава Селиньи в кантоне Во. Часть озера, окружённая городом, имеет площадь 38 км² и иногда его относят к маленькому озеру Пети-лак (фр. Petit lac). Протяжённость границы кантона с другими кантонами Швейцарии — 4,5 км. Общая протяжённость границы — 107,5 км, из них — 103 км приходятся на Францию: департаменты Эн на севере и Верхняя Савойя на юге.
0,24 км² (1,5 %) от площади города используются в сельскохозяйственных целях, в то время как 0,5 км² (3,1 %) покрыты лесами. Остальная площадь города: 14,63 км² (91,8 %) занята зданиями и дорогами, 0,49 км² (з,1 %) — реки и озёра, 0,02 км² (0,1 %) — неиспользуемые земли.
Среди застроенных территорий 3,4 % — промышленные, в то время как жилыми и другими зданиями занято 46,2 %, транспортной инфраструктурой — 25,8 %, парками, зелёными насаждениями и спортивными площадками — 15,7 %.

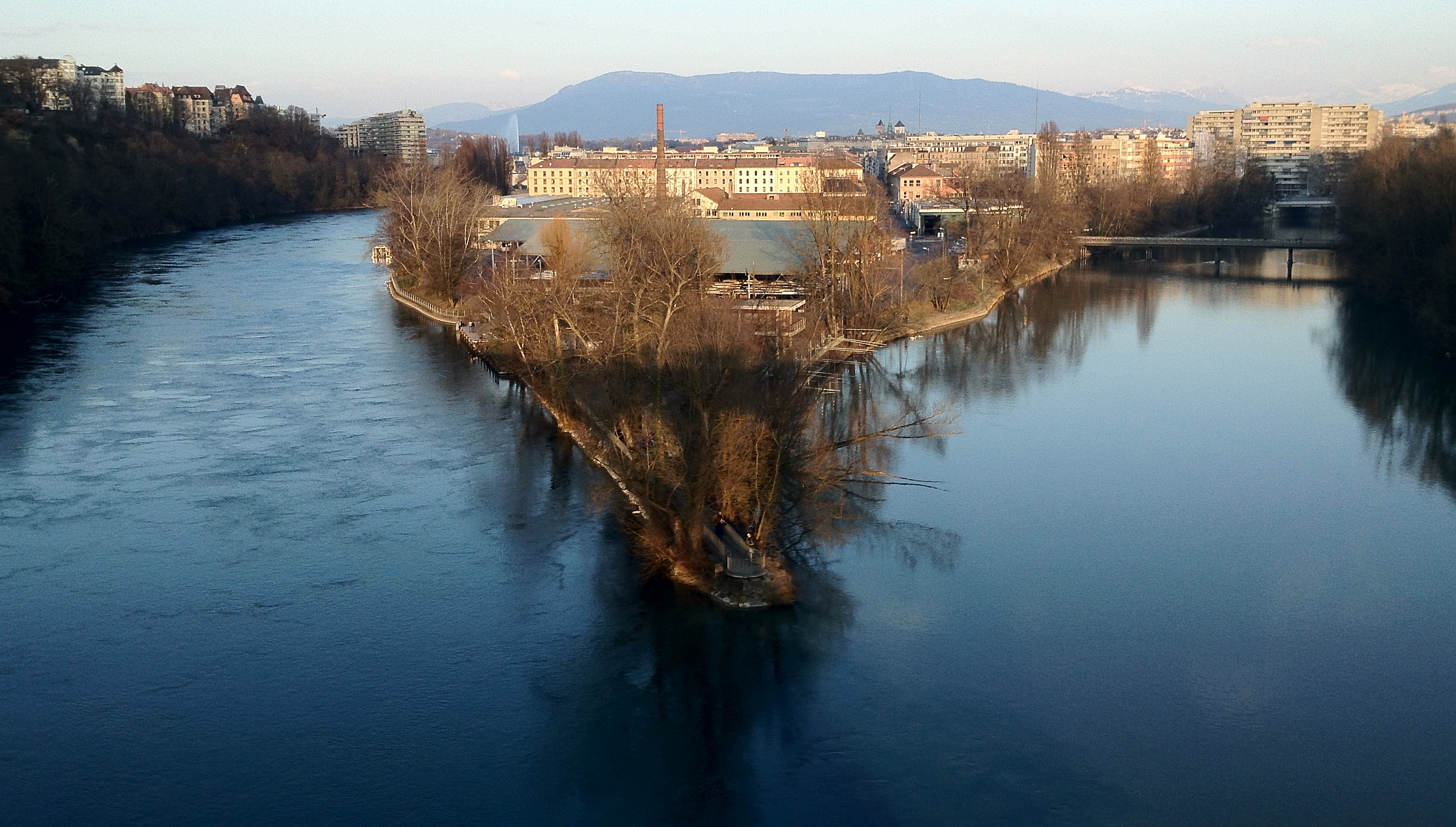
Место слияния рек Рона и Арв

Высота над уровнем моря — 373,6 м и соответствует высоте самой крупной скалы среди Пьер-дю-Нитон — двух скал посреди озера, возникших в последний ледниковый период. Эта скала была выбрана генералом Гийомом-Анри Дюфуром как геодезическая точка отсчёта в Швейцарии. Второй главной рекой в Женеве является Арв, которая впадает в Рону к западу от центра города. Гора Монблан видна из любой точки города и находится в часе езды от центра.

## Климат

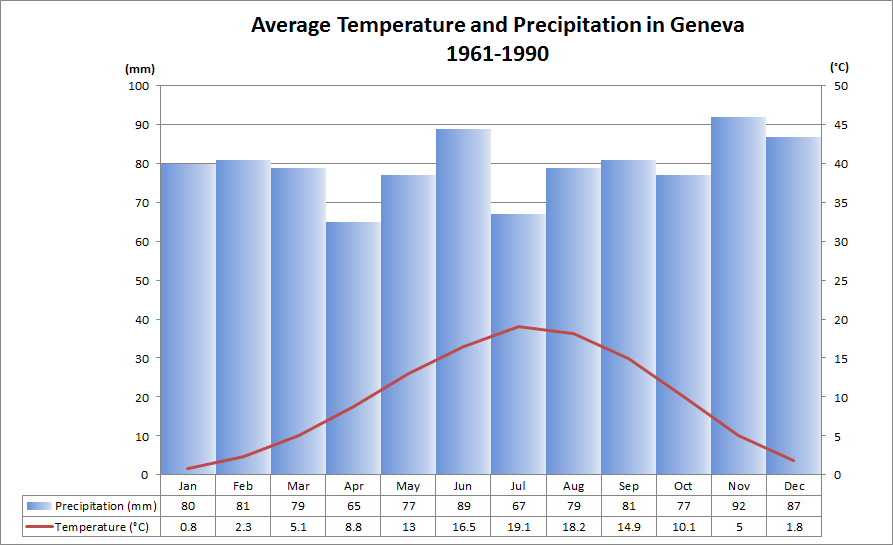
Средняя температура и среднее количество осадков за период 1961—1990 годов

Климат Женевы по классификации Кёппена морской умеренный. Зимы тёплые, обычно с небольшими морозами ночью и оттепелью днём. Лето мягкое. Осадки умеренные и относительно равномерно распределены в течение года, хотя осень более дождливая, чем остальные времена года. Зимой для местностей, находящихся вблизи Женевского озера, типичны ледяные дожди. Летом многие люди купаются на озере и проводят время на таких общественных пляжах, как Женевский и Бон-де-Паки. В самые холодные месяцы года в Женеве выпадает снег, хотя и не всегда. В близлежащих горах выпадает достаточно снега, чтобы заниматься лыжным спортом. Поездка до всемирно известных горнолыжных курортов Вербье и Кран-Монтана занимает всего два часа на автомобиле. Гора Салев (1400 м), находящаяся на территории Франции, видна с южной стороны из центра города, а Монблан, высочайшая вершина Альп, виден почти с любой точки города. В период 2000—2009 гг. среднегодовое значение температуры было 11 °C, а годовая длительность солнечного света — 2003 часа.
| Показатель                    | Янв.  | Фев. | Март  | Апр. | Май  | Июнь | Июль | Авг. | Сен. | Окт. | Нояб. | Дек. | Год  |
| ----------------------------- | ----- | ---- | ----- | ---- | ---- | ---- | ---- | ---- | ---- | ---- | ----- | ---- | ---- |
| Абсолютный максимум, °C       | 17,3  | 20,6 | 24,9  | 27,5 | 33,8 | 36,5 | 39,7 | 37,6 | 34,8 | 27,3 | 23,2  | 20,8 | 39,7 |
| Средний суточный максимум, °C | 4,5   | 6,4  | 11,3  | 15,1 | 19,9 | 23,7 | 26,7 | 26,0 | 21,0 | 15,5 | 8,9   | 5,4  | 15,4 |
| Средняя температура, °C       | 1,8   | 2,7  | 6,4   | 9,9  | 14,4 | 18,0 | 20,5 | 19,8 | 15,7 | 11,3 | 5,8   | 2,8  | 10,8 |
| Средний суточный минимум, °C  | −1,2  | −0,9 | 1,7   | 4,7  | 9,1  | 12,2 | 14,3 | 13,9 | 10,7 | 7,4  | 2,5   | 0,2  | 6,2  |
| Абсолютный минимум, °C        | −19,9 | −20  | −13,3 | −5,2 | −2,2 | 1,3  | 3,0  | 4,8  | 0,2  | −4,7 | −10,9 | −17  | −20  |
| Норма осадков, мм             | 71    | 62   | 65    | 64   | 77   | 83   | 74   | 75   | 92   | 94   | 84    | 80   | 919  |
| Источник: «Погода и климат»   |       |      |       |      |      |      |      |      |      |      |       |      |      |

## Правительство
Городской совет (фр. Conseil administratif) является исполнительной властью Женевы и функционирует как коллегиальный орган, состоящий из пяти членов, каждый из которых представляет свой департамент. Председатель департамента выступает в качестве мэра. Задачи департаментов, координационные меры и исполнение законов, принятые Городским парламентом, осуществляются Городским советом. Выборы в Городской совет проводятся раз в четыре года. Исполнительные власти проводят свои заседания в Пале-Эйнар (фр. Palais Eynard) рядом с Парк-дэ-Бастьон (фр. Parc des Bastions). Здание было построено в неоклассическом стиле в период с 1817 по 1821 годы. Городской парламент основан в 1842 году.
Городской парламент (фр. Conseil municipal) является законодательным органом власти, состоящий из 80 членов, избираемых на 4 года. Городской парламент устанавливает нормы и правила, которые в дальнейшем исполняются Городским советом и администрацией. Парламентские сессии носят общественный характер. В отличие от членов Городского совета, члены Городского парламента не являются политиками по профессии, а их зарплата зависит от посещаемости. Любой житель Женевы, имеющий право голоса, может быть избран в Городской парламент. Парламент проводит свои заседания в ратуше Отель-дэ-Вилль (фр. Hôtel de Ville) в старой части города.
В 2010 году Городской совет Женевы состоял из двух представителей Социал-демократической партии Швейцарии, один из которых был мэром, одного члена Свободно-демократической партии Швейцарии, одного члена Зелёной партии Швейцарии и одного члена партии «А гош тут! Женев» (фр. À gauche toute! Genève) (Лево руля! Женева).

### Выборы
В 2007 году на парламентских выборах наибольшее количество голосов получила Социал-демократическая партия Швейцарии — 21,4 %. Другими наиболее популярными партиями оказались: Швейцарская народная партия (19,92 %), Зелёная партия Швейцарии (17,96 %) и Либеральная партия Швейцарии (13,43 %). На парламентских выборах общее количество голосов составило 39 413 при явке в 46,8 %.
В 2009 году на выборах в Большой совет (фр. Grand Conseil) Женевы было зарегистрировано 83 167 избирателей, из которых проголосовало 32 825 (39,5 %). Лидирующей партией на муниципальных выборах оказалась Зелёная партия Швейцарии (15,8 %). На кантональных выборах они заняли второе место. Второй по популярности стала Свободная демократическая партия. Либералы (14,1 %), которая на кантональных выборах заняла первое место, в то время как третьей была Социал-демократическая партия Швейцарии (13,8 %) на муниципальных выборах и четвёртой, соответственно.
В 2009 году на выборах в Совет кантонов Швейцарии было зарегистрировано 83 103 избирателя, из которых проголосовало 38 325 (46,1 %).
В 2011 году во всех муниципалитетах прошли местные выборы, из которых 80 в муниципальные советы Женевы, на которых было зарегистрировано 117 051 избиратель, а проголосовавших составило 41 766 (35,7 %). Из 41 766 голосов 244 оказались чистыми бюллетенями, 440 аннулированные или нечитабельные и 1 744 с указанием имени, неуказанного в списке.

### Административное деление
Город разделён на 8 районов, иногда состоящих из нескольких соседств. На левом берегу расположены такие районы, как Жонксьон (фр. Jonction), Сантр. Плэнпале и Акасья (фр. Centre. Plainpalais et Acacias), О-Вив (фр. Eaux-Vives), Шампель (фр. Champel), а на правом берегу расположены: Сен-Жан и Шармий (фр. Saint-Jean et Charmilles), Сервет-Пти-Саконе (фр. Servette-Petit-Saconnex), Грот-Сен-Жерве (фр. Grottes-Saint-Gervais), Паки и Насьон (фр. Paquis et Nations).

## Население
| 156 505 | ↗ 171 042 | ↗ 177 964 | ↗ 187 470 | ↗ 198 072 |

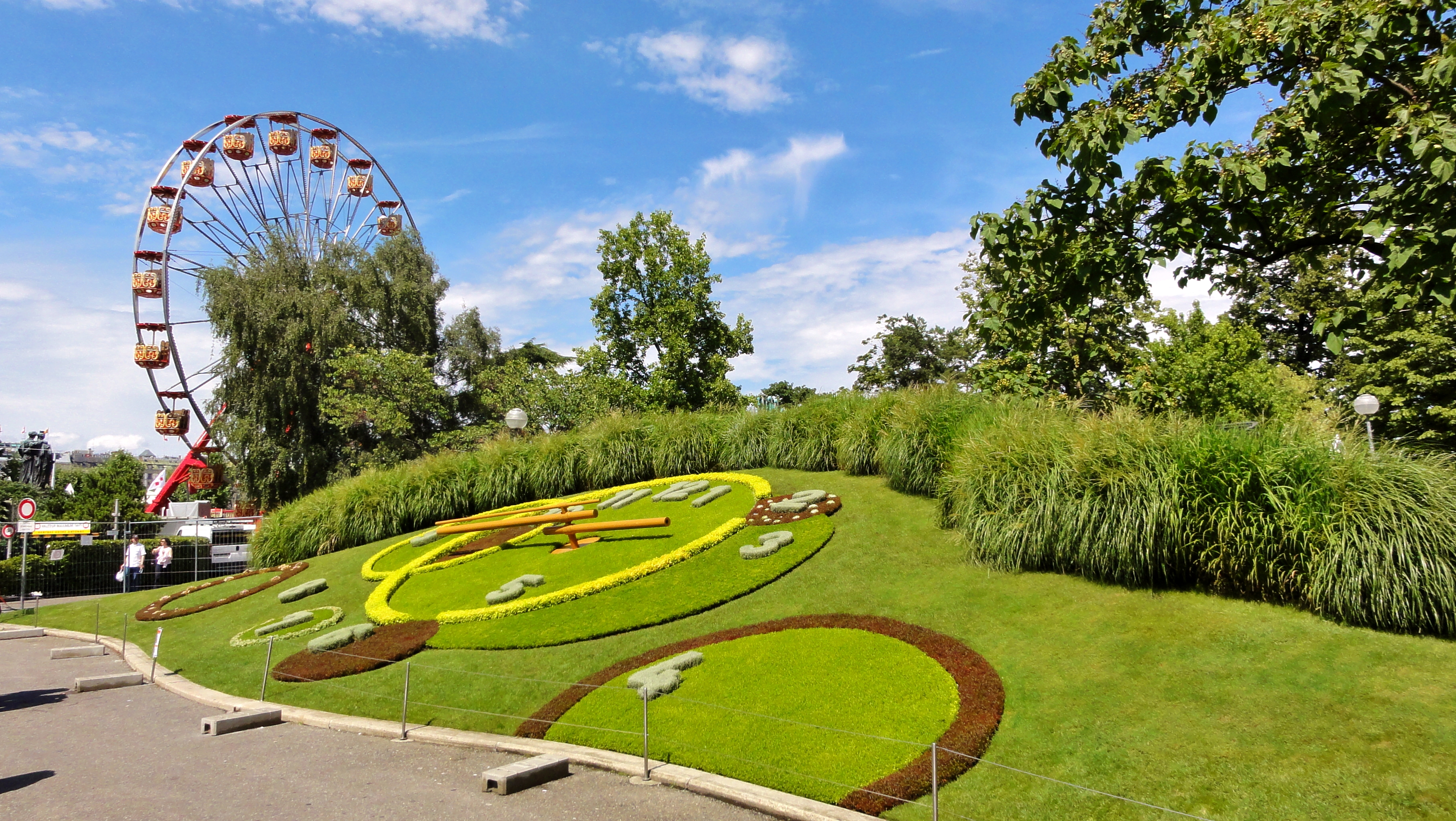
Цветочные часы (L'horloge fleurie) в Кэ-дю-Женераль-Гизон (Quai du Général-Guisan) (Английский сад) во время Женевского фестиваля (Fêtes de Genève) в 2012 году.

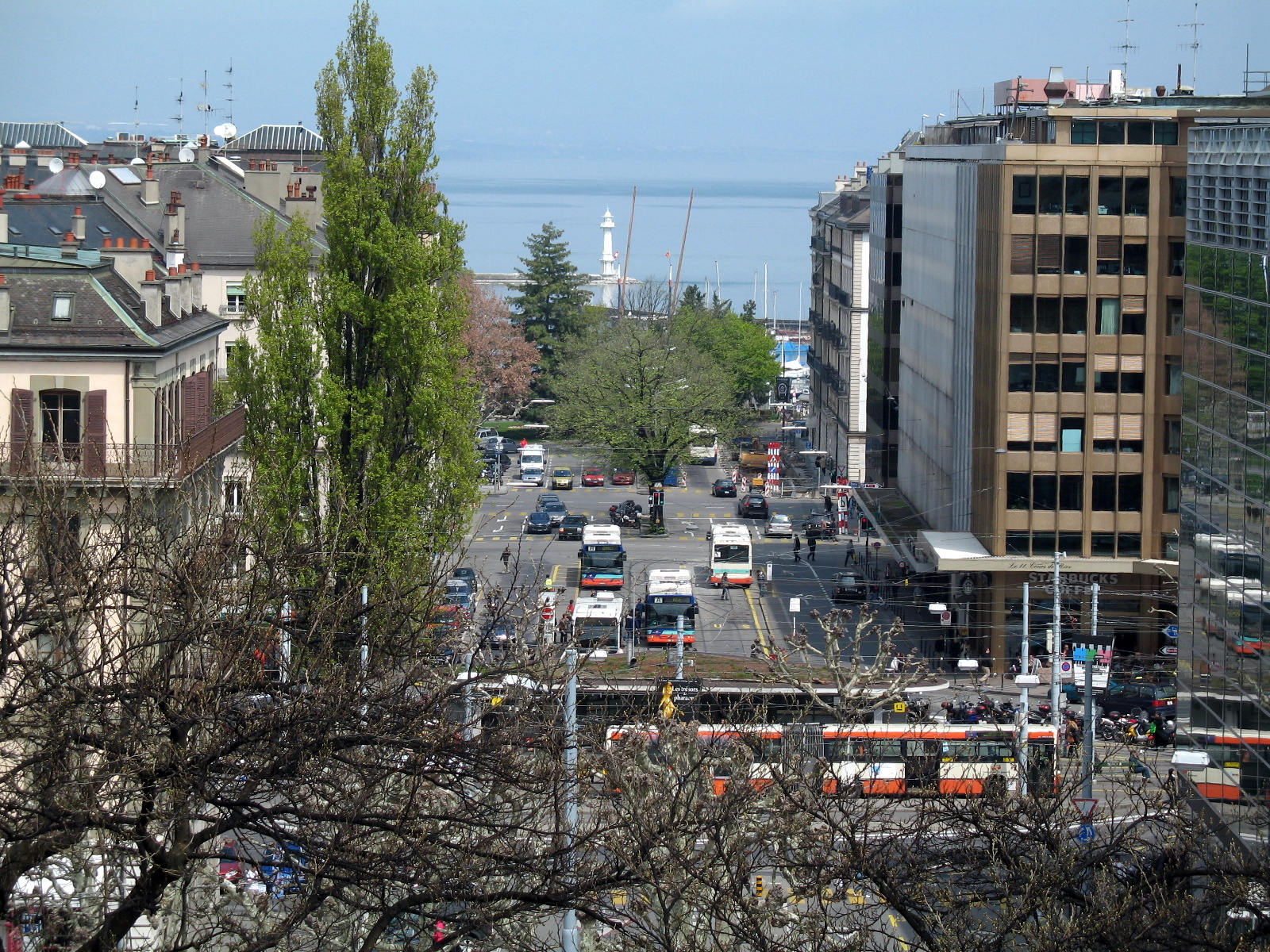
Улица Пьер-Фасьо (Rue Pierre-Fatio) в Женеве.

В августе 2013 года численность населения Женевы составила 194 458 человек. Город Женева является центром агломерации известной как Гран-Женев (Большая Женева (фр. Grand Genève)). Большая Женева включает в себя весь кантон Женева, а также район Ньон (фр. Nyon) в кантоне Во и несколько территорий в соседних французских департаментах Верхняя Савойя и Эн. В 2011 году франко-во-женевская агломерация насчитывала 915 000 жителей, две трети которых жили на территории Швейцарии, а остальная треть — во Франции. В настоящее время Женевская агломерация испытывает устойчивый рост населения в 1,2 % в год и в скором времени может достигнуть численности в 1 миллион человек.
Официальный язык как города Женевы, так и одноимённого кантона — французский, который, в свою очередь, является основным в Романдии. В результате иммиграции в 1960—1980-х годах, на испанском, португальском, итальянском языках говорит значительная часть населения. Английский язык также распространён повсеместно из-за высокого числа англоязычных экспатриантов и иностранных рабочих в международных институтах и банковском секторе. Недостаточное владение французским языком англоговорящими экспатриантами, даже после нескольких лет проживания в Женеве, является растущей проблемой.
Большинство населения (по данным 2000 года) говорит на французском (128 622 чел. или 72,3 %), английский язык является вторым по числу говорящих (7 853 чел. или 4,4 %), а испанский — третьим (7 462 чел. или 4,2 %). Также в городе проживает 7 320 человек (4,1 %), которые говорят на итальянском, 7 050 человек (4 %), говорящих по-немецки и 113 человек, говорящих по-романшски.
В 2008 году 44,3 % населения Женевы не являлись швейцарцами. За период 1999-2009 годов население изменилось на 7,2 %: на 3,4 % из-за иммиграции и 3,4 % из-за рождаемости и смертности.
В 2008 году соотношение полов составило 47,8 % — мужчины и 52,2 % — женщины. Население состояло из 46 284 (24,2 %) швейцарских мужчин и 45 127 (23,6 %) нешвейцарских, из 56 091 (29,3 %) швейцарской женщины и 43 735 (22,9 %) нешвейцарских. По данным 2000 года 43 296 человек (24,3 %) муниципалитета, родились и живут в Женеве, 11 757 человек (6,6 %) родились в самом кантоне, в то время, как 27 359 человек (15,4 %) в остальной Швейцарии, и 77 893 человека (43,8 %) родились за пределами страны.
В 2008 году родилось 1147 человек у граждан Швейцарии, а 893 у иностранных граждан, в то же время, умерло 1114 граждан Швейцарии и 274 иностранных. Без учёта иммиграции и эмиграции, население граждан Швейцарии в Женеве увеличилось на 33 человека, в то время, как иностранных на 619. 465 швейцарских мужчин и 498 швейцарских женщин эмигрировали из страны, тогда, как 2 933 нешвейцарских мужчин и 2 662 нешвейцарских женщин иммигрировали в Швейцарию из других стран. Общая численность швейцарского населения в 2008 году увеличилось на 135 человек, а иностранных граждан на 3 181. Прирост населения составил 1,8 %.
В 2000 году численность детей и подростков (0-19 лет) составляла 18,2 %, тогда, как взрослых (20-64 лет) — 65,8 %, а пожилых (старше 64 лет) — 16 %.
По данным 2000 года в муниципалитете проживало 78 666 человек, которые ни разу не состояли в браке, 74 205 человек, состоящих в браке, 10 006 овдовевших и 15 087 разведённых.
В 2000 году в муниципалитете было 86 283 частных домовладений, где в среднем на каждое домовладение приходилось 1,9 человек. 44 373 домовладения состояли только из одного человека, а 2 549 — из пяти и более. Из 89 269 домовладений: 49,7 % состояли только лишь из одного человека, а 471 взрослый человек проживали со своими родителями. Из остальных домовладений: 17 429 состояли из бездетных супружеских пар, 16 607 — из супружеских пар с детьми, а 5 499 — из одного родителя и одного или нескольких детей, 1 852 — из людей, не имеющих близких родственников.

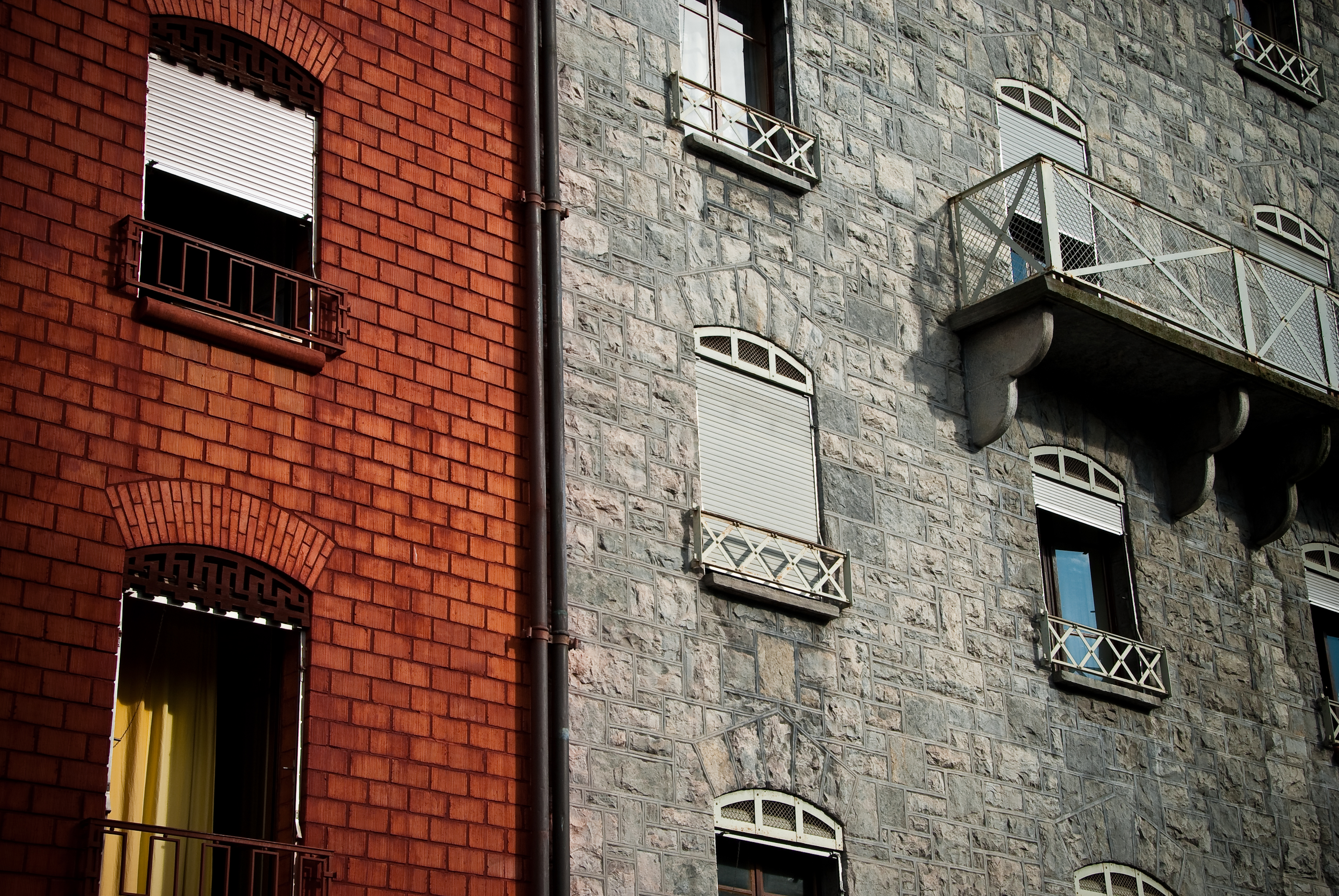
Жилые здания в Картье-де-Гротт (Quartier des Grottes)

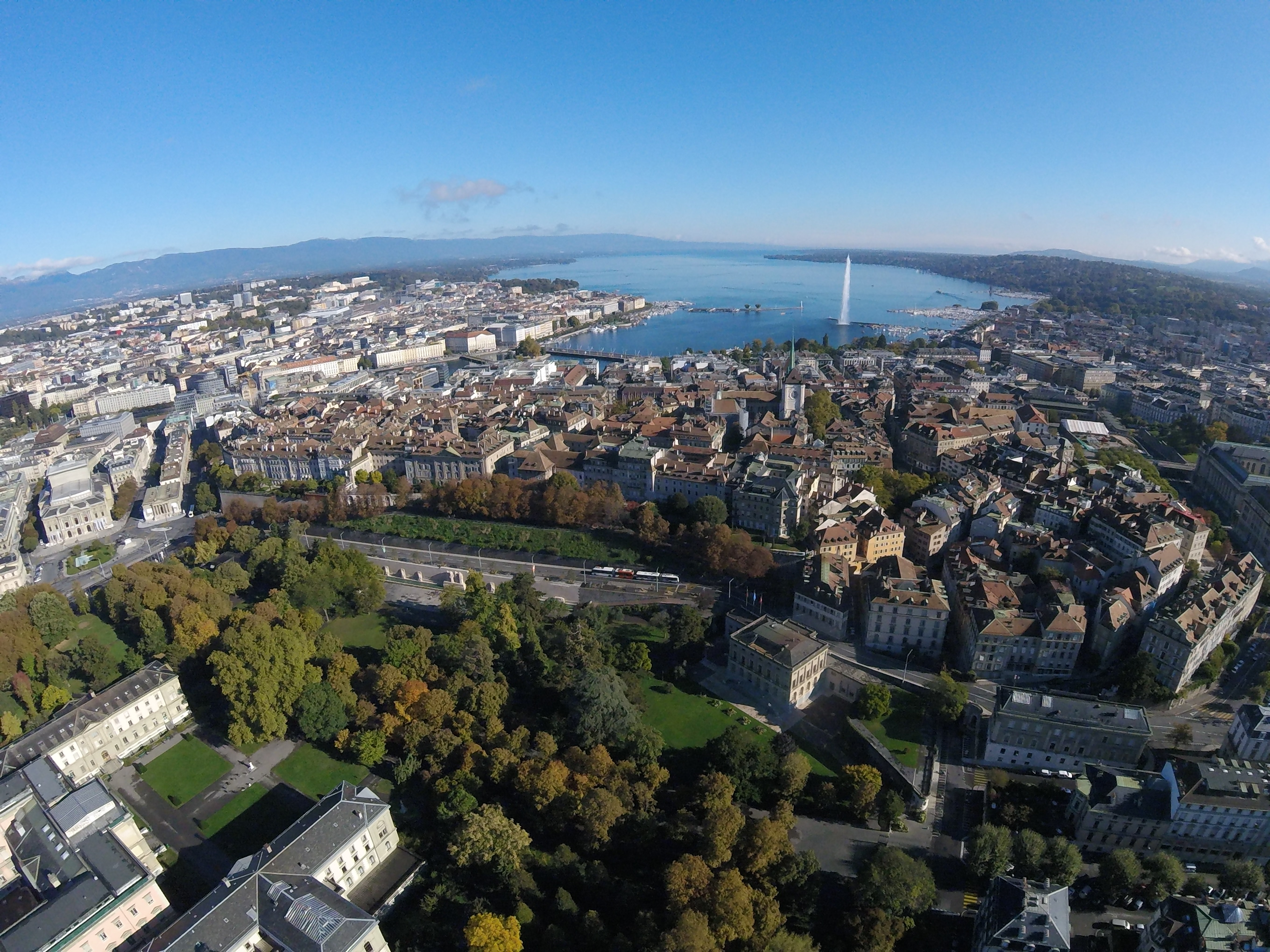
Женева, аэроснимок

В 2000 году в 743 домах (10,6 %) из 6 990 проживала только лишь одна семья, а в 2 758 домах (39,5 %) — по нескольку семей. Из общего числа зданий — 2 866 являлись многофункциональными, большая часть которых использовались для проживания (41,3 %), а 603 — в коммерческих и промышленных целях с возможностью проживания в них (8,6 %). Среди домов, в которых проживало только по одной семье, 197 были построены до 1919 года, тогда, как 20 в период 1990—2000 годов. Большинство домов (277) этой категории были построены в период 1919-1945 годов.
В 2000 году в муниципалитете насчитывалось 101 794 квартиры, из которых 27 084 были трёхкомнатными, а 21 889 — однокомнатными, 11 166, состоящие из пяти и более комнат. Из общего числа квартир, в 85 330 (83,8 %) постоянно проживали люди, в 13 644 (13,4 %) — временно, 2 820 (2,8 %) — пустовали. В 2009 году на 1000 жителей приходилось 1,3 новых построенных домов.
К 2003 году средняя цена аренды среднестатистической квартиры в Женеве составила 1163,30 швейцарских фраков (CHF) в месяц ($930, £520, €740 по курсу 2003 года). Средняя цена аренды однокомнатной квартиры была 641,60 CHF ($510, £290, €410), двухкомнатной — примерно 1126,37 CHF ($900, £510, €720), трёхкомнатной — около 1126,37 CHF ($900, £510, €720), а шести- и более комнат — 2691,07 CHF ($2150, £1210, €1720). Средняя цена аренды квартиры в Женеве превышало среднюю общенациональную (1116 CHF) на 4,2 %. Количество свободных жилплощадей в 2010 году было 0,25 %.
В июне 2011 года средняя цена квартиры в Женеве и её пригородах была 13 681 CHF за 1 м². Средняя цена могла достигать и 17 589 CHF за 1 м² квартиры класса «люкс» и быть 9 847 CHF за старую или обычную квартиру. Для домов в Женеве и её пригородах средняя цена была 11 595 CHF за 1 м² (июнь 2011 года), при этом самая низкая цена — 4 874 CHF, а самая высокая — 21 966 CHF.

### Динамика численности населения
Уилльм Монтер вычислил, что в 1550 году общая численность населения города составила 12 000—13 000 человек, которое удвоилось до 25 000 в 1560 году.
| Динамика численности населения | Динамика численности населения | Динамика численности населения | Динамика численности населения | Динамика численности населения | Динамика численности населения | Динамика численности населения | Динамика численности населения | Динамика численности населения | Динамика численности населения | Динамика численности населения | Динамика численности населения |
| Год                            | Общая численность              | Германоговорящие               | Франкоговорящие                | Католики                       | Протестанты                    | Прочие                         | Иудеи                          | Мусульмане                     | Нерелигиозные                  | Швейцарцы                      | Другие народы                  |
| ------------------------------ | ------------------------------ | ------------------------------ | ------------------------------ | ------------------------------ | ------------------------------ | ------------------------------ | ------------------------------ | ------------------------------ | ------------------------------ | ------------------------------ | ------------------------------ |
| 1850                           | 37 724                         |                                |                                | 11 123                         | 26 446                         |                                |                                |                                |                                | 29 203                         | 8521                           |
| 1870                           | 60 004                         |                                |                                | 27 092                         | 35 064                         |                                |                                |                                |                                | 39 012                         | 24 507                         |
| 1888                           | 75 709                         | 10 806                         | 61 429                         | 32 168                         | 41 605                         | 1330                           | 654                            |                                |                                | 47 482                         | 28 227                         |
| 1900                           | 97 359                         | 11 703                         | 77 611                         | 44 958                         | 49 875                         | 1918                           | 1055                           |                                |                                | 58 376                         | 38 983                         |
| 1910                           | 115 243                        | 14 566                         | 86 697                         | 53 248                         | 55 474                         | 4267                           | 2170                           |                                |                                | 67 430                         | 47 813                         |
| 1930                           | 124 121                        | 18 717                         | 93 058                         | 49 531                         | 66 016                         | 4584                           | 2224                           |                                |                                | 92 693                         | 31 428                         |
| 1950                           | 145 473                        | 20 603                         | 111 314                        | 58 556                         | 74 837                         | 6164                           | 2642                           |                                |                                | 118 863                        | 26 610                         |
| 1970                           | 173 618                        | 19 657                         | 111 553                        | 90 555                         | 65 393                         | 22 591                         | 3128                           | 959                            | 6164                           | 115 107                        | 58 511                         |
| 1990                           | 171 042                        | 9610                           | 112 419                        | 79 575                         | 34 492                         | 39 227                         | 2444                           | 4753                           | 29 747                         | 98 812                         | 72 230                         |
| 2000                           | 177 964                        | 7050                           | 128 622                        | 66 491                         | 26 020                         | 34 972                         | 2601                           | 8698                           | 41 289                         | 99 935                         | 78 029                         |

## Образование

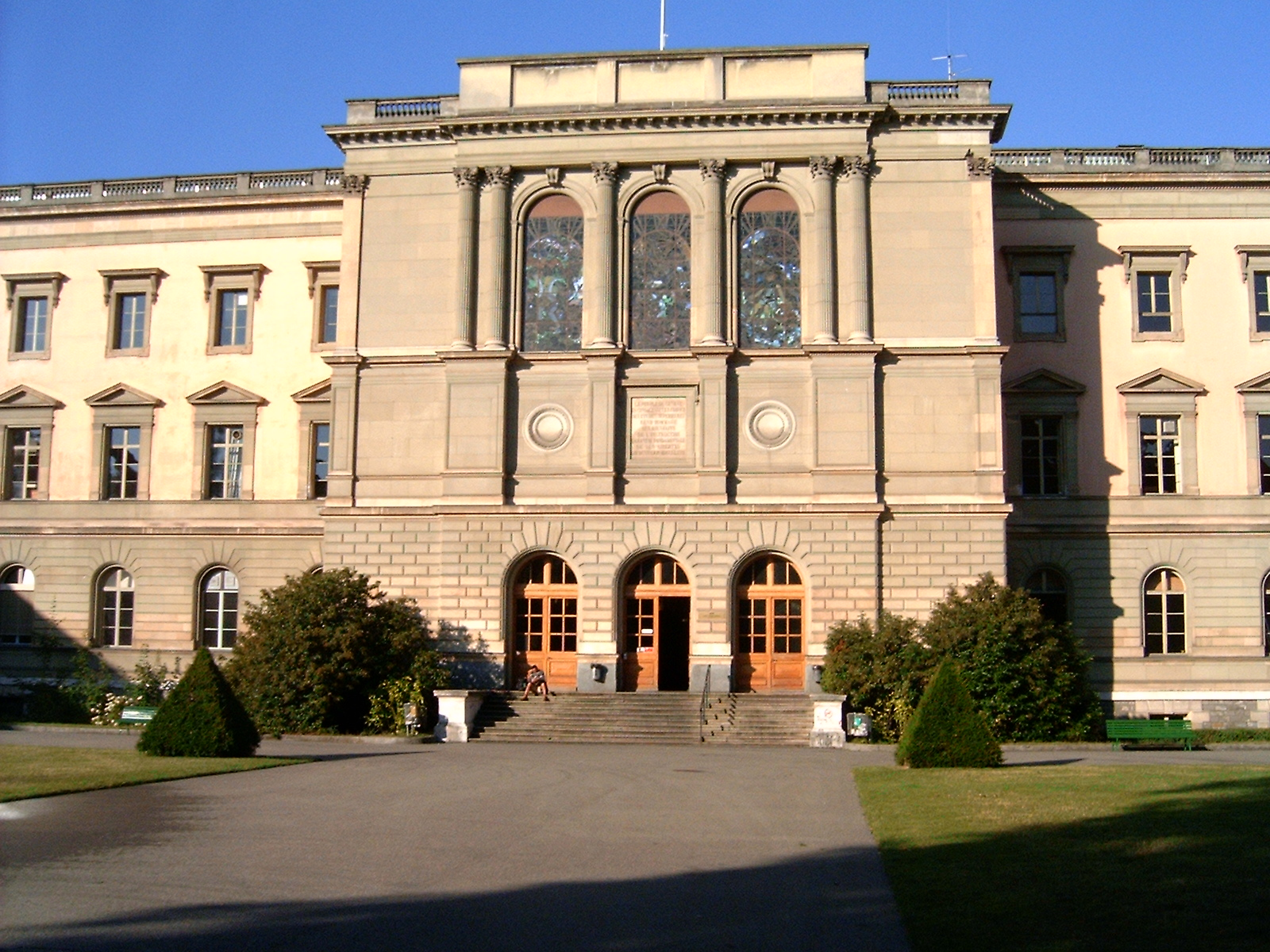
Женевский университет

У города есть свой университет — Женевский. В 1559 году Жан Кальвин основал Женевскую академию — теологическая и гуманистическая семинария. В XIX веке академия утратила свою связь с религией и в 1873 году, с появлением медицинского факультета, стала Университетом Женевы. В 2011 году университет занял 35 место среди европейских.
Женевский институт международных отношений был среди первых академических учреждений, которые начали преподавать международные отношения в мире, и в настоящее время является одним из самых престижных институтов Европы, предлагающий магистерские и докторские программы по юриспруденции, политологии, истории, экономике, международным отношениям, социологии развития.
Также, старейшая международная школа в мире находится в Женеве. Международная школа Женевы была основана в 1924 году вместе с Лигой Наций.
Женевская школа дипломатии и международных отношений — частный университет, находящийся на территории Шато-дю-Понт (фр. Château de Penthes) — старого особняка с видом на Женевское озеро.
Государственная школьная система в кантоне Женева состоит из начальных школ (фр. écoles primaires) (4-12 лет) и периода специализации (фр. cycles d'orientation) (12-15 лет). Посещение школы является обязательным до 15 лет. Среднее образование продолжается в колледжах (15-19 лет), из которых самый старый — Колледж Кальвина, который мог бы считаться одной из первых общеобразовательных школ в мире. Есть школы общих знаний и профессиональные школы (15-18/19 лет). Профессиональные школы предлагают полные и неполные курсы обучения.
В Женеве также есть частные школы. Из всех образовательных и исследовательских объектов в Женеве, ЦЕРН, пожалуй, самый известный в мире, которому добавилось ещё больше известности из-за Большого адронного коллайдера. Основанный в 1954 году, ЦЕРН был одним из первых европейских совместных предприятий и стал крупной лабораторией физики элементарных частиц. Физики со всего мира собрались в ЦЕРНе, чтобы исследовать вещества, фундаментальные силы и материю Вселенной.
В 2011 году 89 244 человека (37 %) имели полное среднее образование, а 107 060 (44,3 %) — высшее: университетское или научно-прикладное (нем. Fachhochschule). Среди людей, имеющих высшее образование, 32,5 % — швейцарские мужчины, а 31,6 % — швейцарские женщины, 18,1 % — нешвейцарские мужчины и 17,8 % — нешвейцарские женщины.
В 2011—2012 учебных годах в женевской образовательной системе насчитывалось 92 311 учащихся, преимущественно, обучающихся в университете. Образовательная система кантона Женева имеет восьмилетнюю начальную школу, в которой в 2011—2012 учебных годах числилось 32 716 учеников. Программа средней школы состоит из трёхлетнего обязательного обучения и пятилетнего продвинутого обучения, которое является необязательным. 13 146 учеников обучались по программе трёхлетнего обязательного образования средней школы в Женеве. 10 486 учащихся посещали пятилетнюю необязательную программу образования средней школы вместе с 10 330 учащихся из муниципалитета, которые учились по профессиональной, но неуниверситетской программе. 11 797 обучались в частных школах.
В Женеве находятся 5 крупных библиотек: Муниципальная библиотека Женевы (фр. Bibliothèques municipales Genève), Высшая школа социальной службы (фр. Haute école de travail social), Институт общественных наук (фр. Institut d'études sociales), Высшая школа здоровья (фр. Haute école de santé), Инженерный колледж Женевы (фр.  École d'ingénieurs de Genève) и Высшая школа искусства и дизайна (фр. Haute école d'art et de design). В 2008 году в библиотеках Женевы насчитывалось 877 860 книг и других информационных носителей. В том же году 1 798 980 раз было взято книг по абонементу.

## Общество и культура

### СМИ
Главная газета города — ежедневная Tribune de Genève, основанная 1 февраля 1879 года Джеймсом Т. Бейтсом, читателями которой являются около 187 000 человек. Газета Le Courrier, основанная в 1868 году (первоначально поддерживалась Римско-католической церковью, но с 1996 года является независимой; в основном распространена в Женеве, хотя пытается прийти и в другие кантоны Романдии). Газеты Le Temps (штаб-квартира в Женеве) и Le Matin (штаб-квартира в Лозанне) широко распространены не только в Женеве, но и по всей Романдии.
Женева — главный центр СМИ франкоязычной Швейцарии. Здесь находятся штаб-квартиры многих франкоязычных радио- и телевизионных сетей Швейцарской вещательной корпорации, всем известной как Швейцарское радиотелевидение (фр. Radio télévision suisse). Обе сети покрывают всю Романдию. Специальные программы, относящиеся к Женеве, иногда вещаются на нескольких местных радиочастотах по особым случаям, таким, как выборы. Также в городе есть и другие радиостанции такие, как YesFM (FM 91.8 MHz), Radio Cité (некоммерческое радио, FM 92.2 MHz), OneFM (FM 107.0 MHz, также вещающий в кантон Во) и Международное радио Швейцарии (англ. World Radio Switzerland) (FM 88.4 MHz).
Из-за близости к Франции в Женеве доступны многие франкоязычные телеканалы. Léman Bleu — местный кабельный телеканал, основанный в 1996 году.

### Традиции и обычаи
В Женеве с первого четверга по первую субботу сентября соблюдается Жен-Женевуа (Женевский пост) (фр. Jeûne genevois). По местной традиции, это знаменует первую весть, достигшую Женевы, о резне гугенотов в канун дня Святого Варфоломея.
12 декабря Женева празднует Эскаладу — историческое событие 11—12 декабря 1602 года, когда войска герцога-католика Эммануила Савойского попытались взять штурмом крепостные стены вольного кальвинистского города, но женевцы смогли отбить коварное ночное нападение католиков. По традиции на празднике готовят шоколадные котелки, наполненные марципанами в виде овощей, символизирующие котелок горячего супа, по легенде опрокинутый на савойцев, и проводят процессию с лошадьми и оружием XVII века.

### Религия
Женева исторически считалась протестантским городом и была известна как «Протестантский Рим», из-за того, что являлась резиденций Жана Кальвина, Гийома Фареля и других реформаторов. Однако, большая волна иммиграции из Франции и других преимущественно римско-католических стран за последний век значительно изменила религиозную картину Женевы. В 2000 году в Женеве проживала большая доля как протестантов, так и католиков. По данным переписи 2000 года 66 491 житель Женевы (37,4 %) принадлежал к римско-католической церкви, в то время как 24 105 человек (13,5 %) принадлежали Швейцарской реформированной церкви, а 8 698 (около 4,89 %) были мусульманами, 3 959 (2,22 %) были последователями Православной церкви, 220 (около 0,12 %) относились к Христианско-католической церкви Швейцарии, 2 442 (около 1,36 %) принадлежали другим христианским церквям. Также, по данным переписи в городе проживало 2 601 человек (около 1,46 %), исповедовавших иудаизм, 707 были буддистами, 474 — индуистами, 424 — представителями других верований. 41 289 человек (около 23,2 %) не принадлежали ни к одной церкви, являлись либо атеистами, либо агностиками, 26 575 человек (около 14,93 %) не ответили на вопрос о своём вероисповедании. В городе также находится штаб-квартира раэлитов.

## Экономика

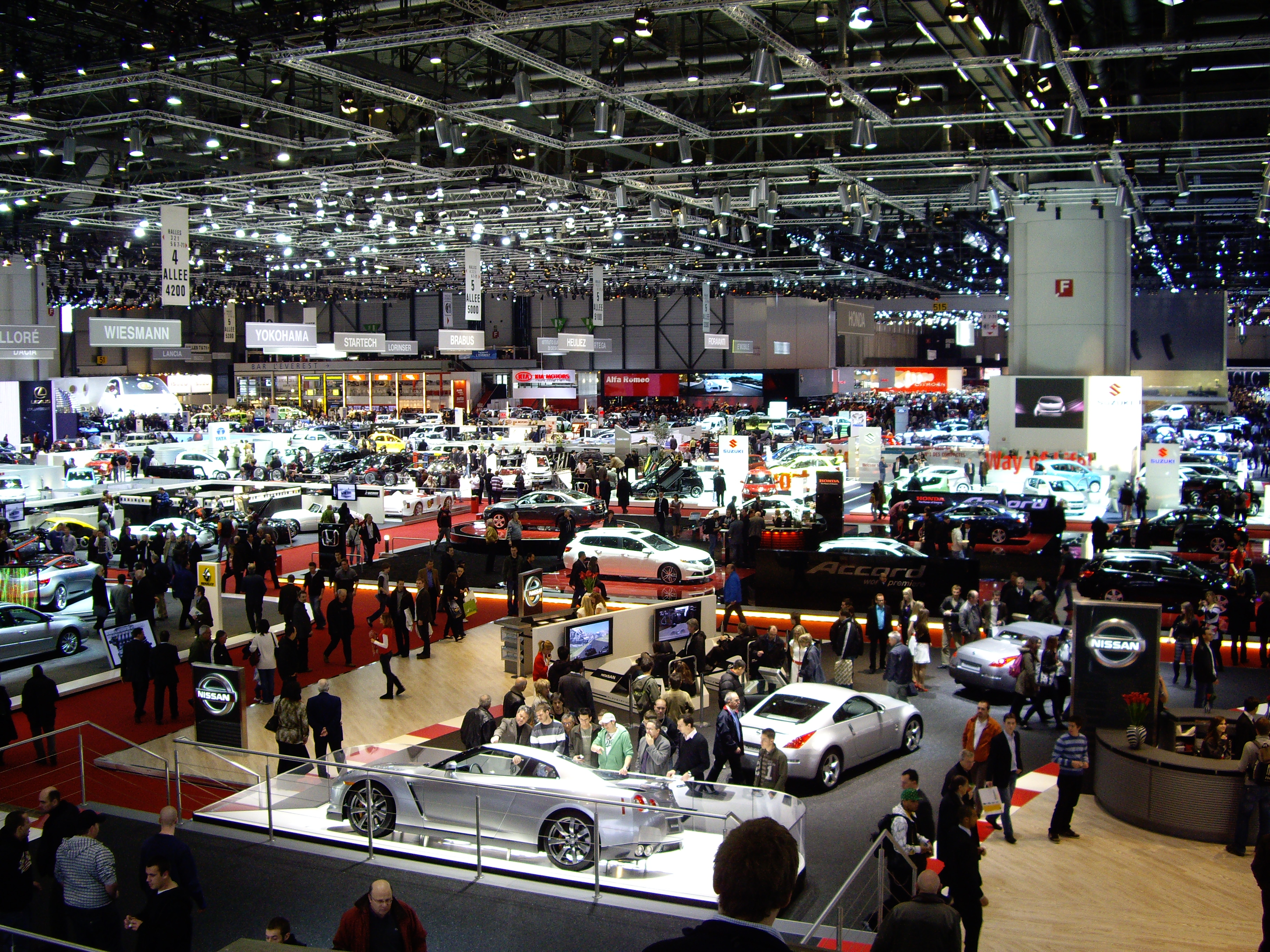
Женевский автосалон, 2008.

Женевская экономика в основном ориентирована на сферу услуг. Город является важным и старейшим центром финансовых услуг, специализирующийся преимущественно на приват-банкинге (управляющий активами на сумму около в 1 триллион долларов США), а также на финансировании и международной торговле.
Женева является штаб-квартирой для таких международных компаний, как Japan Tobacco International, Mediterranean Shipping Company, Gunvor, Vitol, Merck Serono, SITA, SGS, STMicroelectronics и Weatherford. Многие другие транснациональные компании такие, как Caterpillar, DuPont и Cargill имеют свои международные штаб-квартиры в Женеве. Также в Женеве располагаются европейские головные офисы таких компаний, как Take-Two Interactive, Electronic Arts, Invista, Procter & Gamble и Oracle. Компания Hewlett-Packard имеет свои европейский, африканский и ближневосточный головные офисы в Мерене, рядом с Женевой. Также в Мерене располагается штаб-квартира авиакомпании PrivatAir.
Уже на протяжении многих лет в Женеве существует традиция производства наручных часов (Baume & Mercier, Charriol, Chopard, Franck Muller, Patek Philippe, Gallet & Co., Jaeger-LeCoultre, Rolex, Universal Genève, Raymond Weil, Omega, Vacheron Constantin, Frédérique Constant). Два крупных международных производителя пищевых ароматизаторов и парфюмерных композиций (отдушек) для парфюмерной промышленности, косметики и бытовой химии Firmenich и Givaudan имеют свои штаб-квартиры и основные производственные мощности в Женеве.
Частный сектор находится под управлением Организации работодателей, включая Fédération des Entreprises Romandes Genève (FER Genève) и Fédération des métiers du bâtiment (FMB).
Многие люди работают в офисах международных организаций, находящихся в Женеве (около 22 233 человек на март 2012).
Женевский автосалон — один из наиболее важных международных автошоу. Он проходит в Палэкспо — крупном выставочном центре рядом с международным аэропортом.
В 2009 году Женева заняла 4 место в списке «Самые дорогие города мира для иностранных рабочих». Женева поднялась с 8 на 4 место по сравнению с предыдущим годом. Женева уступила лишь Токио, Осаке и Москве, а обогнала Гонконг.
К 2011 году Женева имела уровень безработицы — 6,3 %. К 2008 году только 5 человек работали в первичном секторе экономики и 3 фирмы были вовлечены в этот сектор. 9 783 человека работало во вторичном секторе экономики и 1200 фирм работали в этом секторе. 134 429 человек работало в третичном секторе экономики с 12 489 фирмами в нём. Среди 91 880 жителей муниципалитета, занятых на некоторых должностях, 47,7 % составляют женщины.
В 2008 году общее число эквивалента полной занятости составило 124 185. Количество рабочих мест в первичном секторе экономики было 4, все из которых были в сельском хозяйстве. Количество рабочих мест во вторичном секторе экономики составило 9 363, из которых 4 863 (51,9 %) были в производственной сфере, а 4 451 (47,5 %) в строительной. Количество рабочих мест в третичном секторе экономики составило 114 818, из которых 16 573 (14,4 %) приходилось на оптовую или розничную торговлю, или ремонт транспортных двигателей; 3 474 (3 %) — перевозка и складирование товаров; 9 484 (8,3 %) — гостиницы и рестораны; 4 544 (4 %) — информационная индустрия; 20 982 (18,3 %) — страхование и финансовая отрасль; 12 174 (10,6 %) — технические специалисты и учёные; 10 007 (8,7 %) — образование; 15 029 (13,1 %) — здравоохранение.
В 2000 году 95 190 человек ездили на работу в муниципалитет, а 25 920 из муниципалитета. Муниципалитет — сеть-импортёр рабочих. Примерно 3,7 рабочих, приезжающих в муниципалитет, приходится на 1 выезжающего. Около 13,8 % всех рабочих, приезжающих в Женеву, составляют жители других регионов Швейцарии, в то время как 0,4 % выезжают на работу за пределы страны. Среди населения, 38,2 % пользуются общественным транспортом и 30,6 % личным автомобилем при поездке на работу.

## Коммунальное обслуживание
Вода, природный газ и электричество поставляются муниципалитетам кантона Женева государственной компанией «Сервис-Андустриэль-ду-Женев» (фр. Services Industriels de Genève). Большая часть питьевой воды (80 %) выкачивается из Женевского озера, а остальные 20 % из подземных вод, которые изначально поступают из реки Арв. 30 % электричества производится в самом кантоне тремя плотинами гидроэлектростанции на реке Рона: Сюже, Вербуа, Шанси-Пуни (фр. Seujet, Verbois, Chancy-Pougny). Кроме того, 13 % электричества производится в кантоне за счёт мусоросжигателя «Ле-Шенувье» (фр. Les Cheneviers). Остальные 57 % электричества поставляются из других кантонов Швейцарии и европейских стран. Государственная компания «Сервис-Андустриэль-ду-Женев» покупает электричество, которое произведено только за счёт методов возобновления энергии и никогда не использует электричество, произведённое на АЭС или ТЭС. Природный газ в город поставляет швейцарская компания Gaznat из Западной Европы, которая также осуществляет две трети всех поставок газа в муниципалитеты кантона Женева. «Сервис-Андустриэль-ду-Женев» также предоставляет телекоммуникационные услуги транспортным компаниям, поставщикам услуг, крупным предприятиям. В период с 2003 по 2005 годы работал пилотный проект «Voisin, voisine» («Сосед, соседка») использующий волоконно-оптический кабель с Triple play, апробированный на рынке конечных пользователей в районе Шарми (фр. Charmilles).

## Транспорт

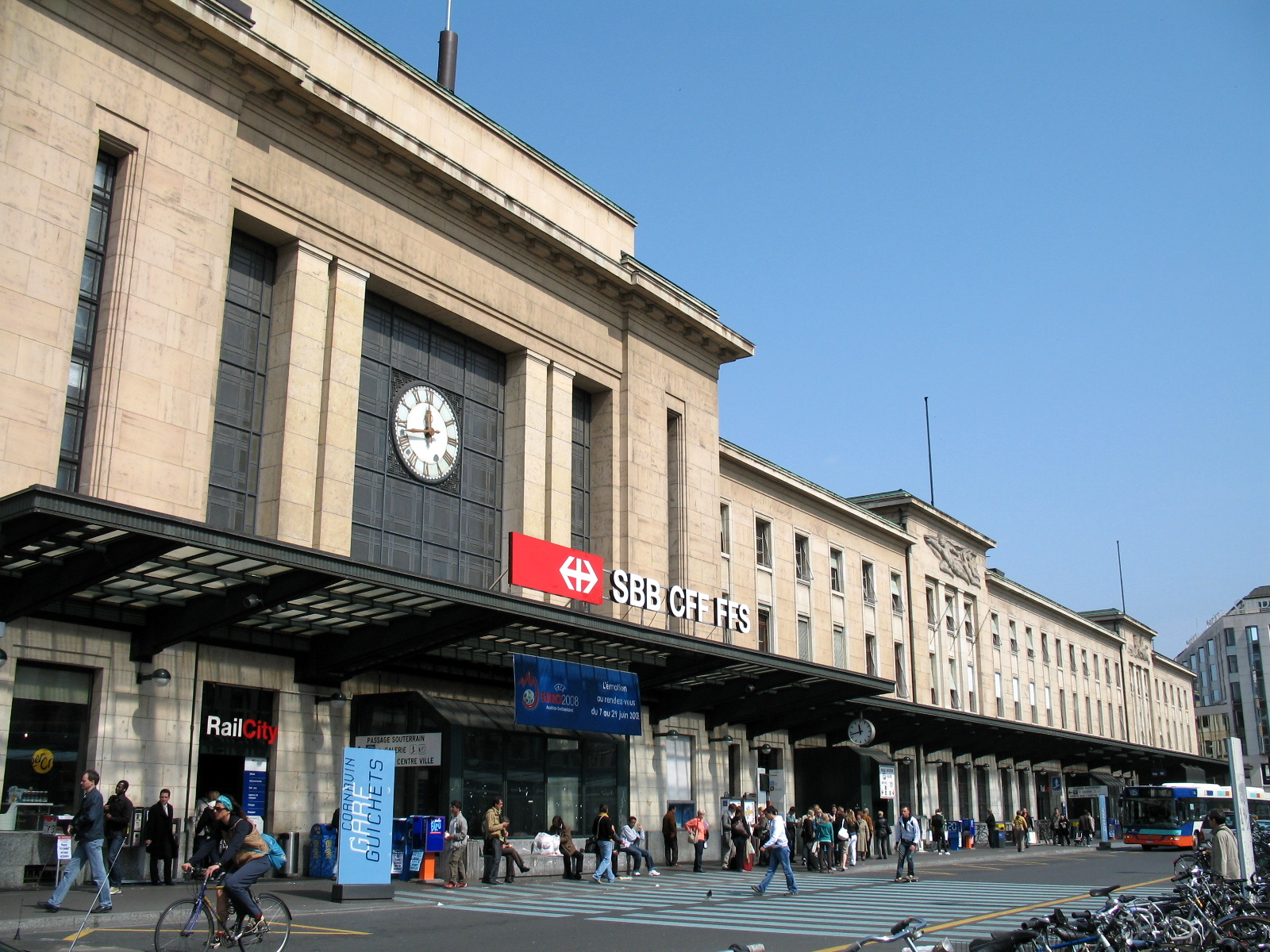
Вокзал Женевы

Основные виды городского транспорта Женевы — трамваи, троллейбусы и автобусы. Оператором этих видов городского транспорта является организация Transports Publics Genevois.
Также видом городского транспорта являются небольшие пассажирские суда (водные трамваи), известные как Mouette Genevoise. Они курсируют по заливу Женевского озера, на берегах которого расположен город. Всего действует четыре маршрута водных трамваев.

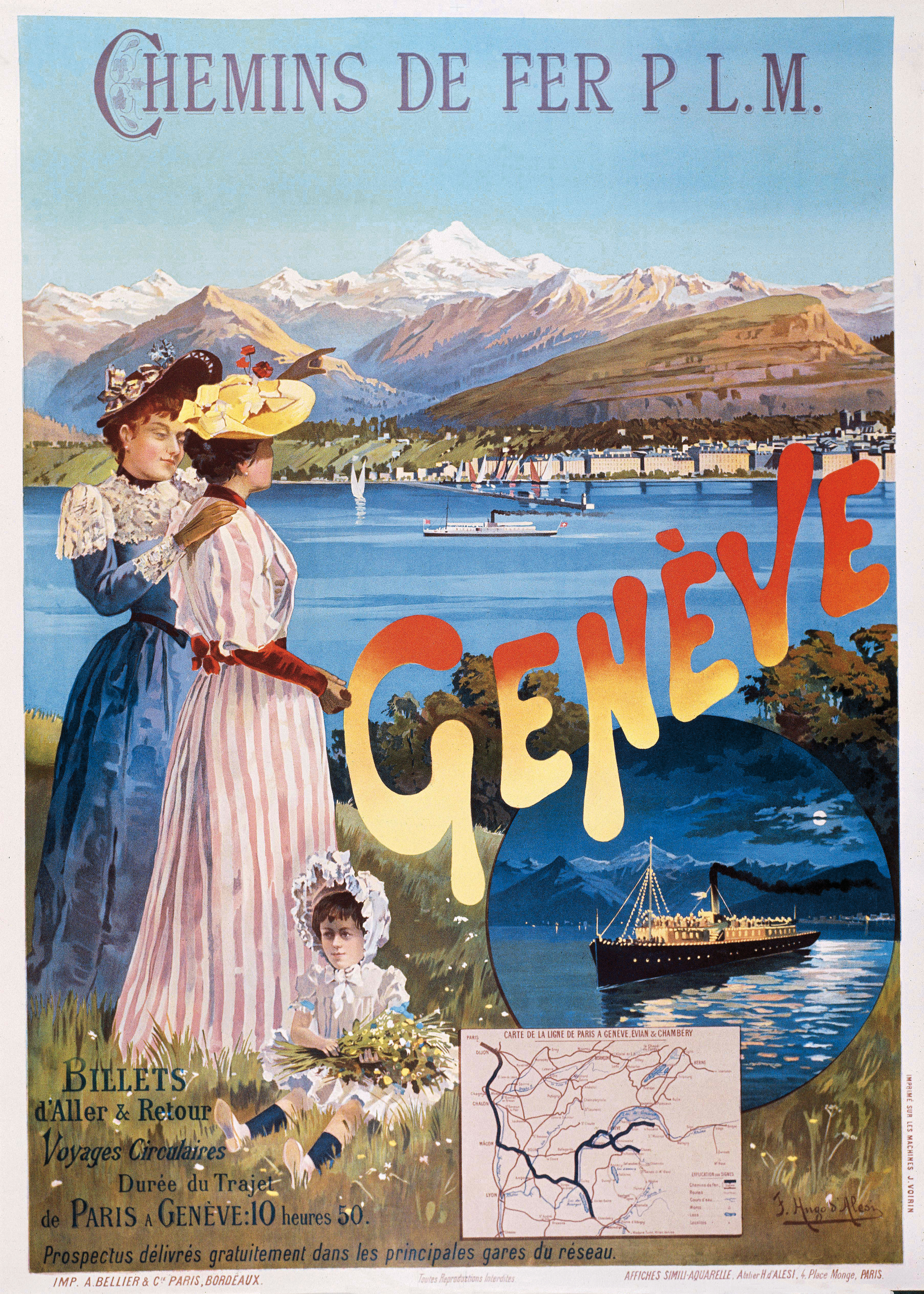
Хьюго д’Алези. Плакат, рекламирующий поездки из Парижа в Женеву. Франция, 1895

С другими городами, лежащими на берегах Женевского озера, Женева связана пассажирскими линиями, обслуживаемыми пароходством CGN. В состав флота этого пароходства входят восемь судов начала XX века. Первоначально все они были колёсными пароходами, но позднее на трёх из них паровая машина была заменена дизель-электрической силовой установкой, однако все восемь судов сохранили гребные колёса.
Женева обслуживается государственными железными дорогами Швейцарии и международным аэропортом.

## Международные организации

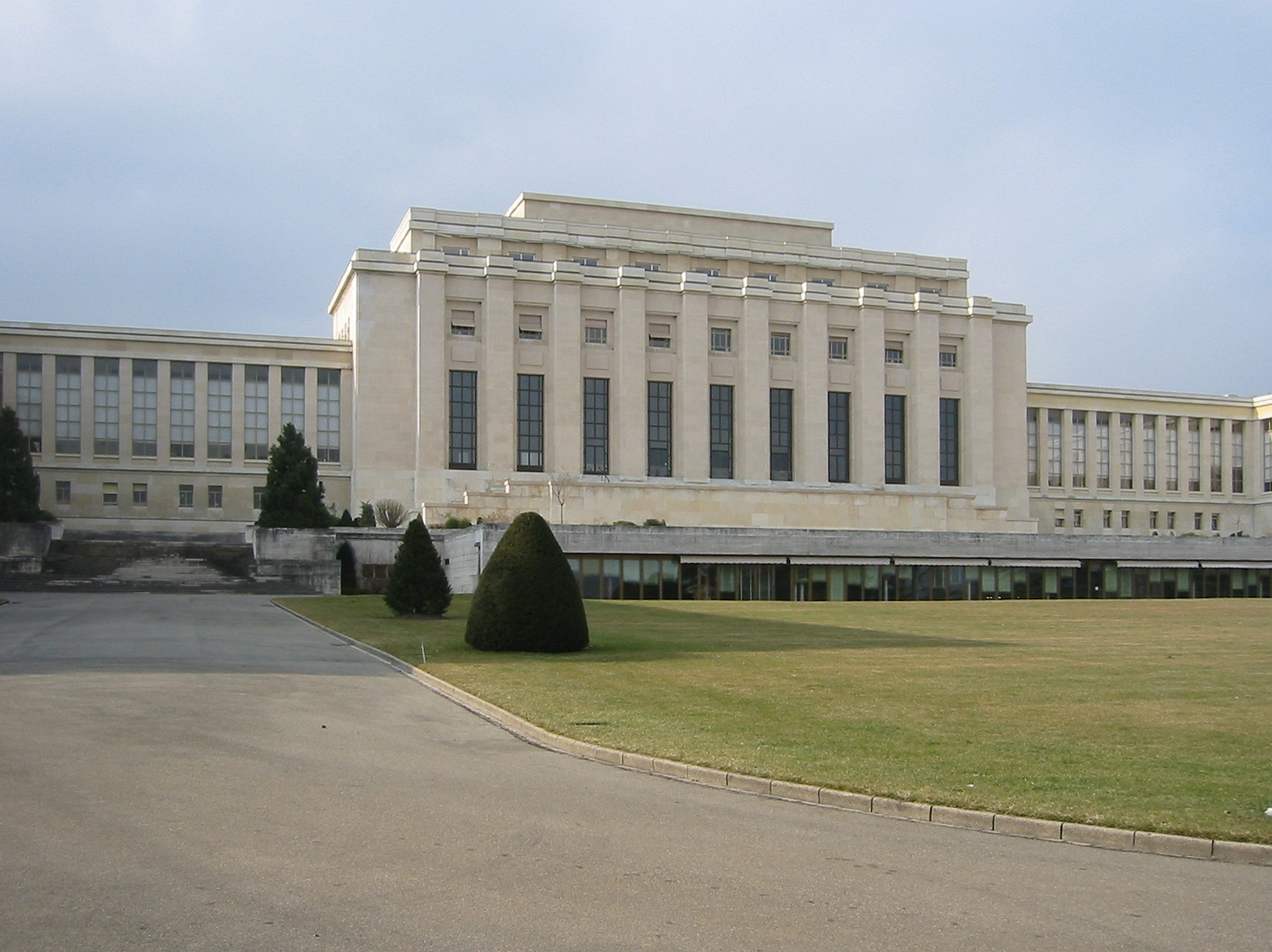
Дворец Наций

В Женеве находится отделение Организации Объединённых Наций, а также штаб-квартиры других международных организаций, в частности:
- Всемирная организация здравоохранения,
- Международная организация труда,
- Всемирный совет церквей,
- Международная организация по стандартизации,
- Всемирная торговая организация,
- Всемирная метеорологическая организация,
- Международный союз электросвязи,
- Международная организация гражданской обороны,
- Всемирная организация интеллектуальной собственности,
- Межпарламентский союз,
- Международный Красный Крест,
- CERN,
- Международный союз автомобильного транспорта,
- Женевская ассоциация,
- Международный Зелёный Крест.

В городе также расположены штаб-квартиры международных корпораций Japan Tobacco, Mediterranean Shipping Company S.A., Serono, SITA, SGS, STMicroelectronics, а также головные европейские подразделения компаний Caterpillar, DuPont, Electronic Arts, Hewlett-Packard, Invista, Procter & Gamble и Sun Microsystems.

## Достопримечательности
- Ратуша (XV век),
- фонтан Jet d’Eau,
- Дворец Наций,
- Английский сад,
- Ботанический сад,
- Международный автосалон,

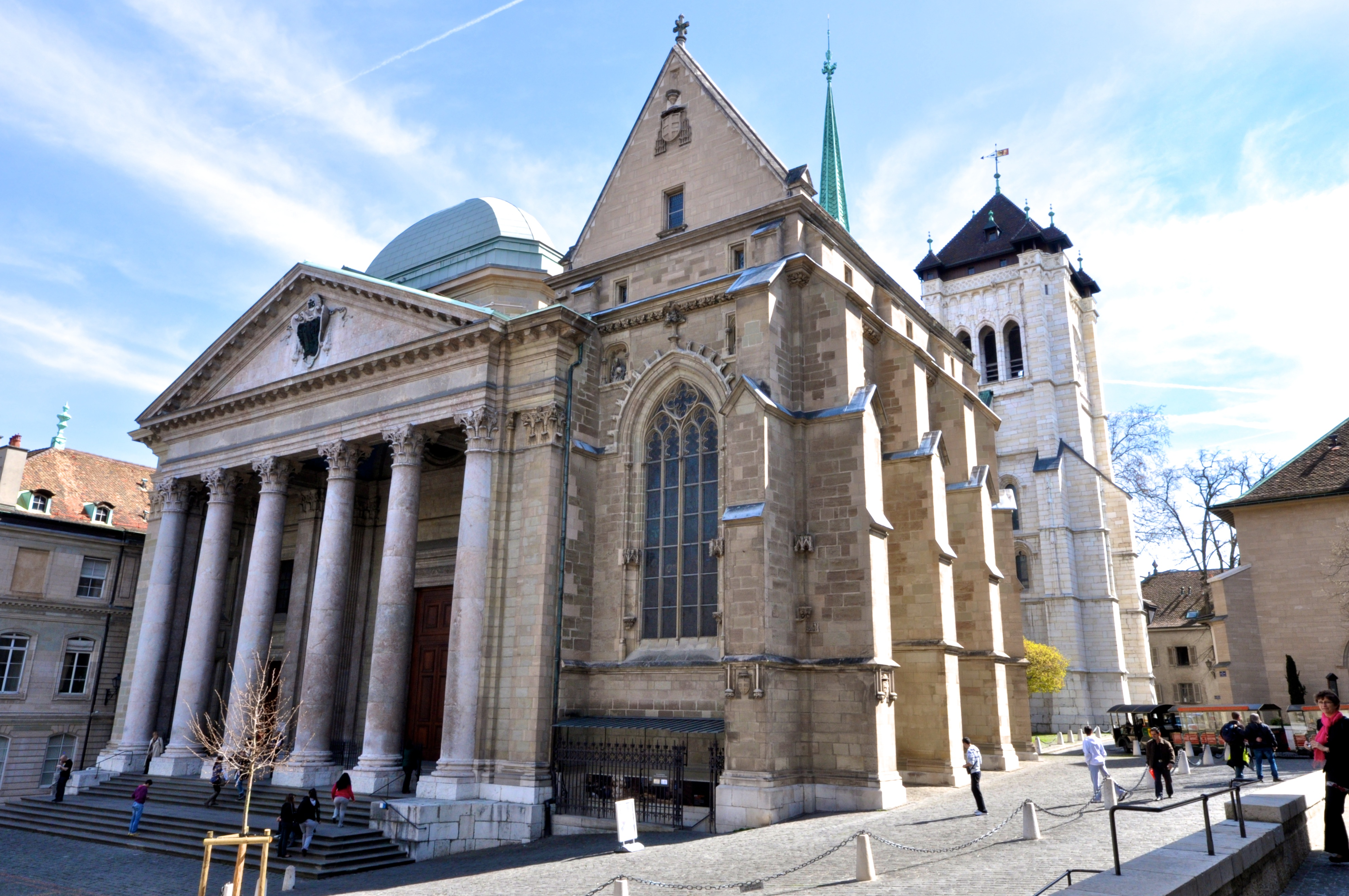
Собор Святого Петра

- Музей современного искусства «Пти-Пале»,
- музей Красного Креста,
- стеклянный дом «Кларте» арх. Ле Корбюзье,
- Собор Святого Петра,
- Стена Реформации,
- городские купальни,
- CERN — Европейская организация по ядерным исследованиям, в том числе Большой адронный коллайдер,
- район Шампель.

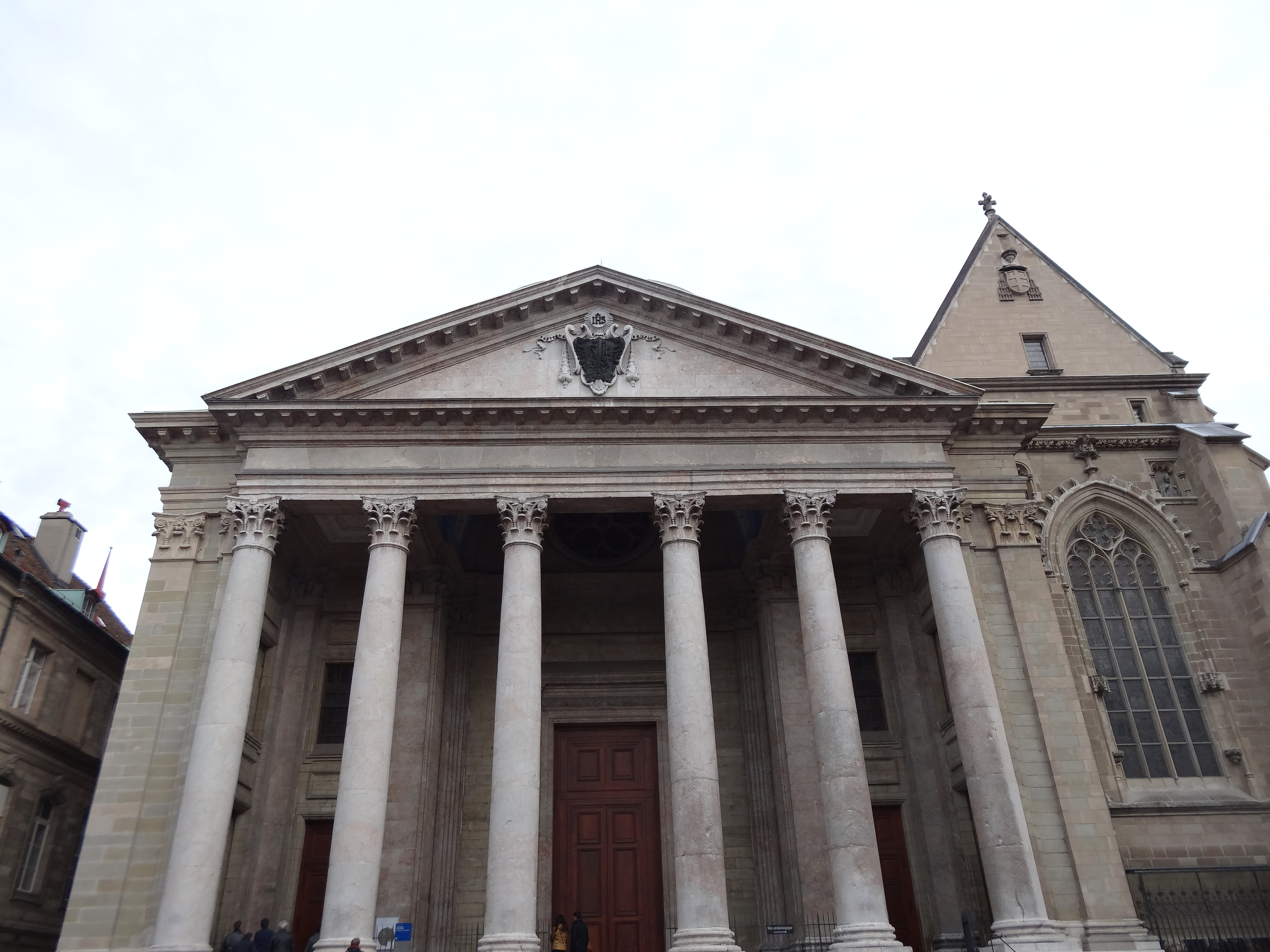
Собор Сан-Пьерр
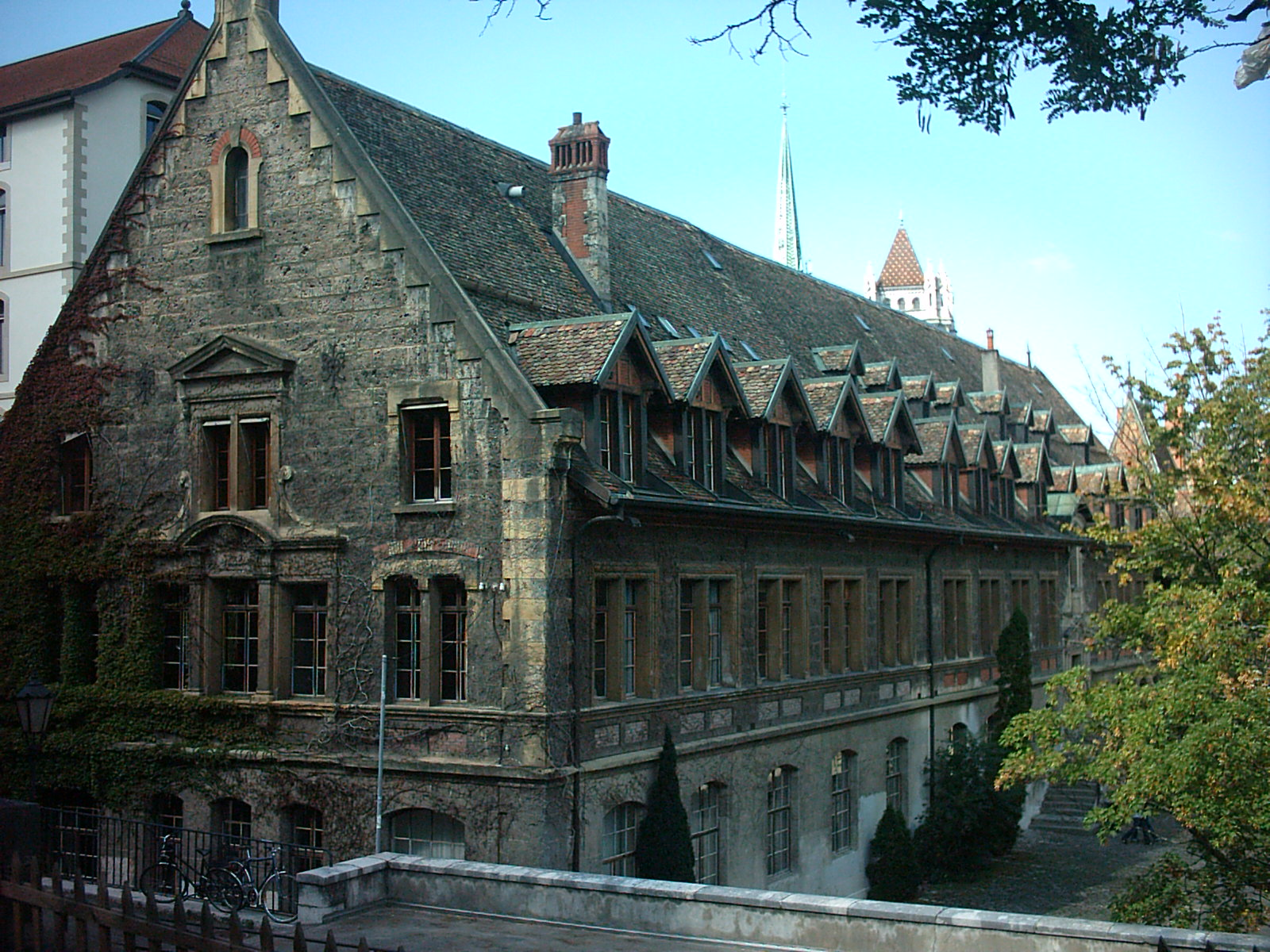
Колледж Кальвина
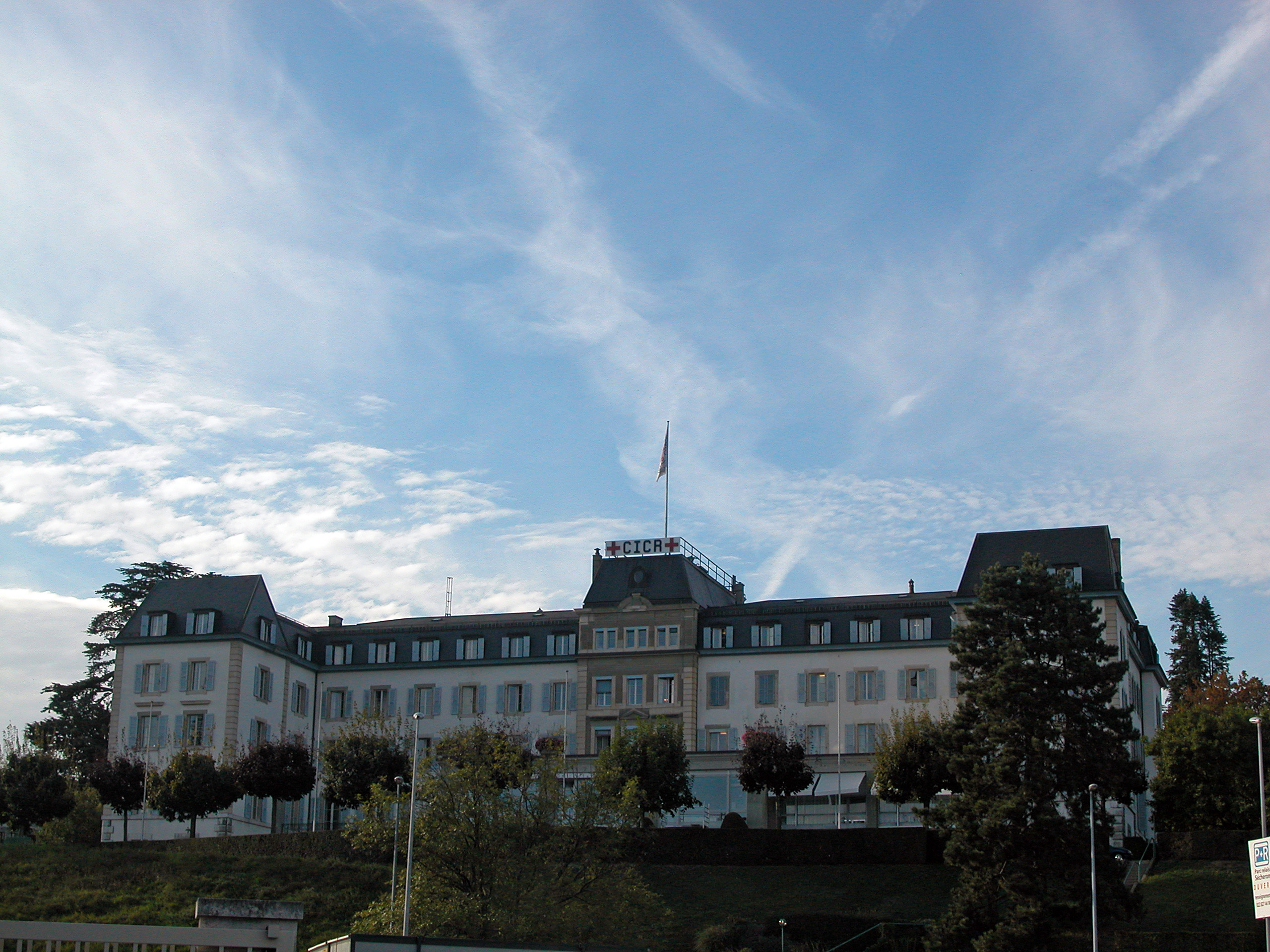
Международный комитет Красного Креста (МККК)
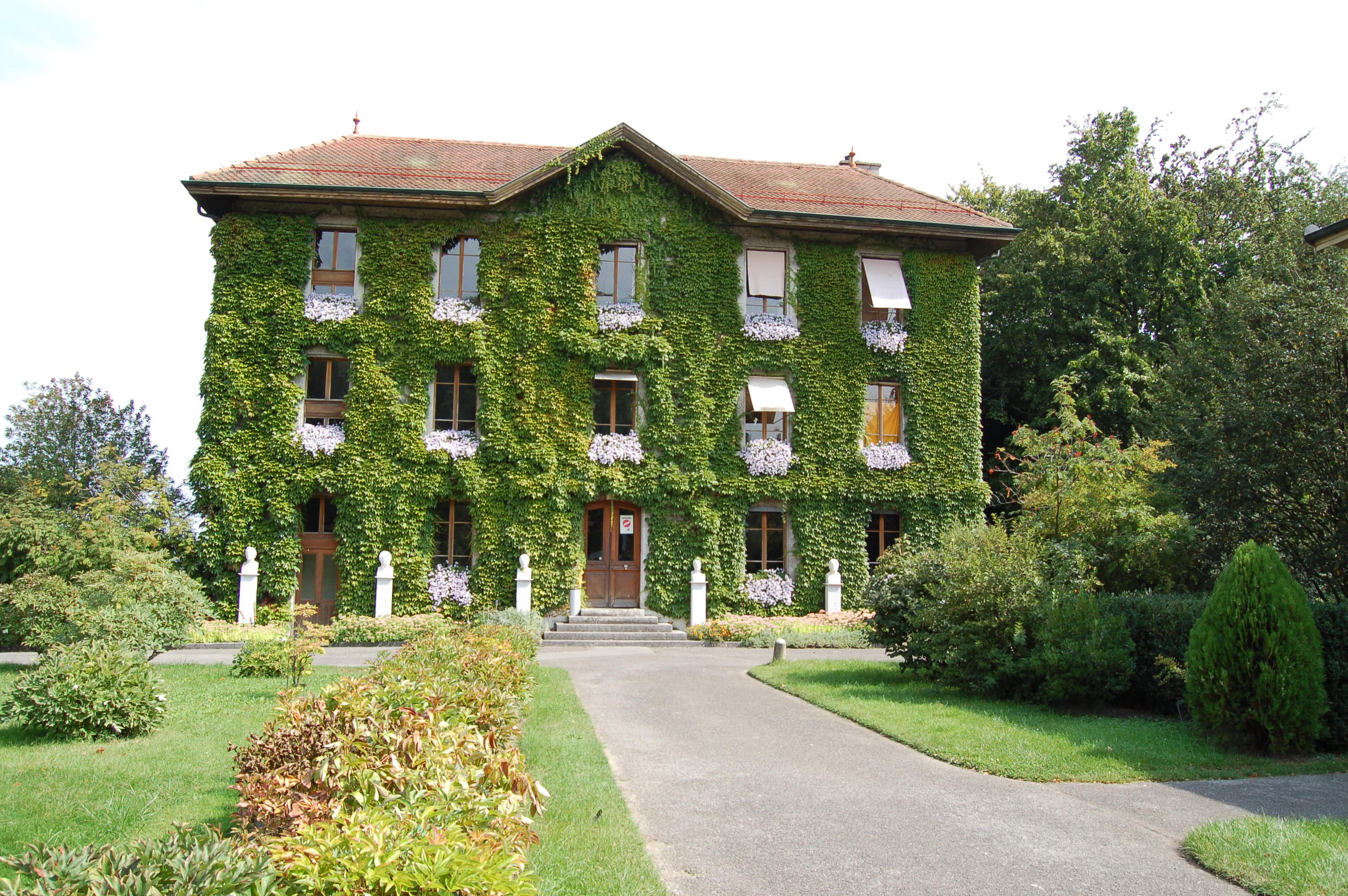
Консерватория и ботанический сад
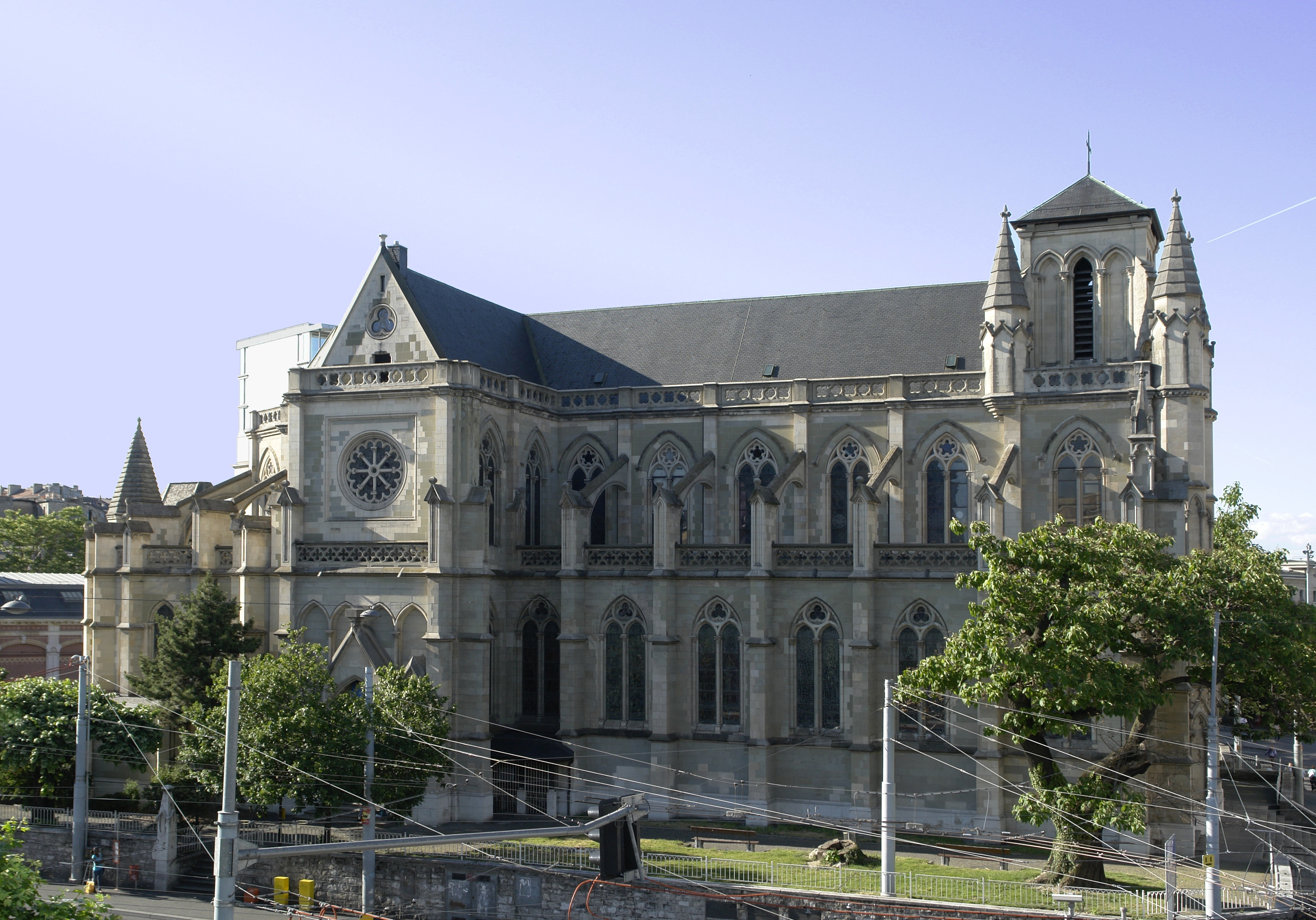
Нотр-Дам
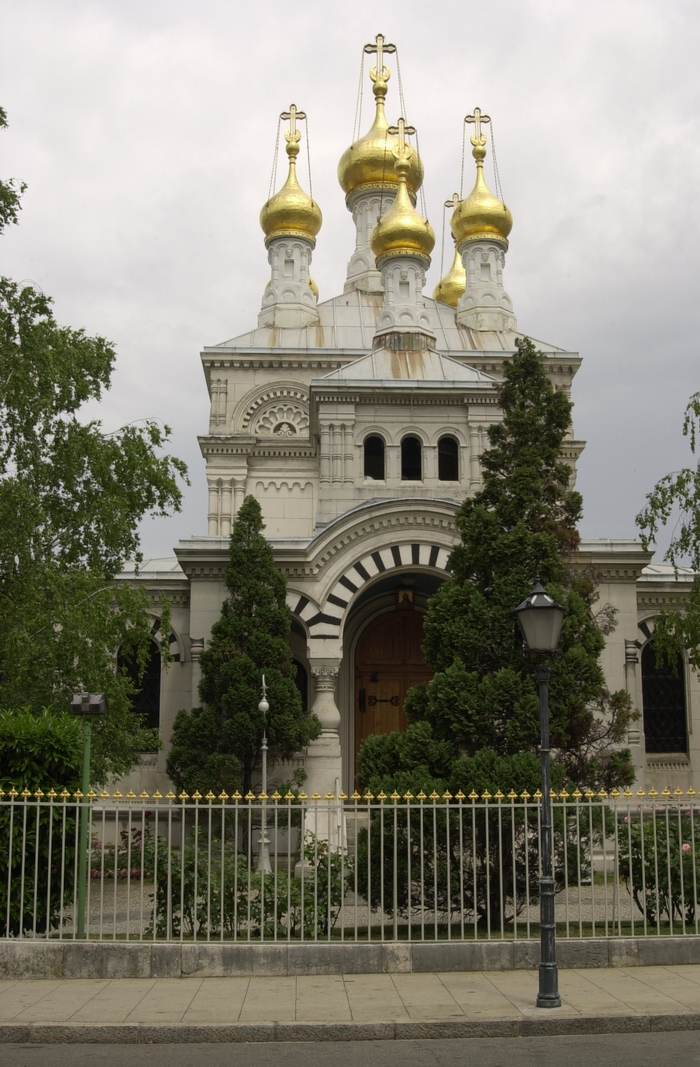
Русская православная церковь
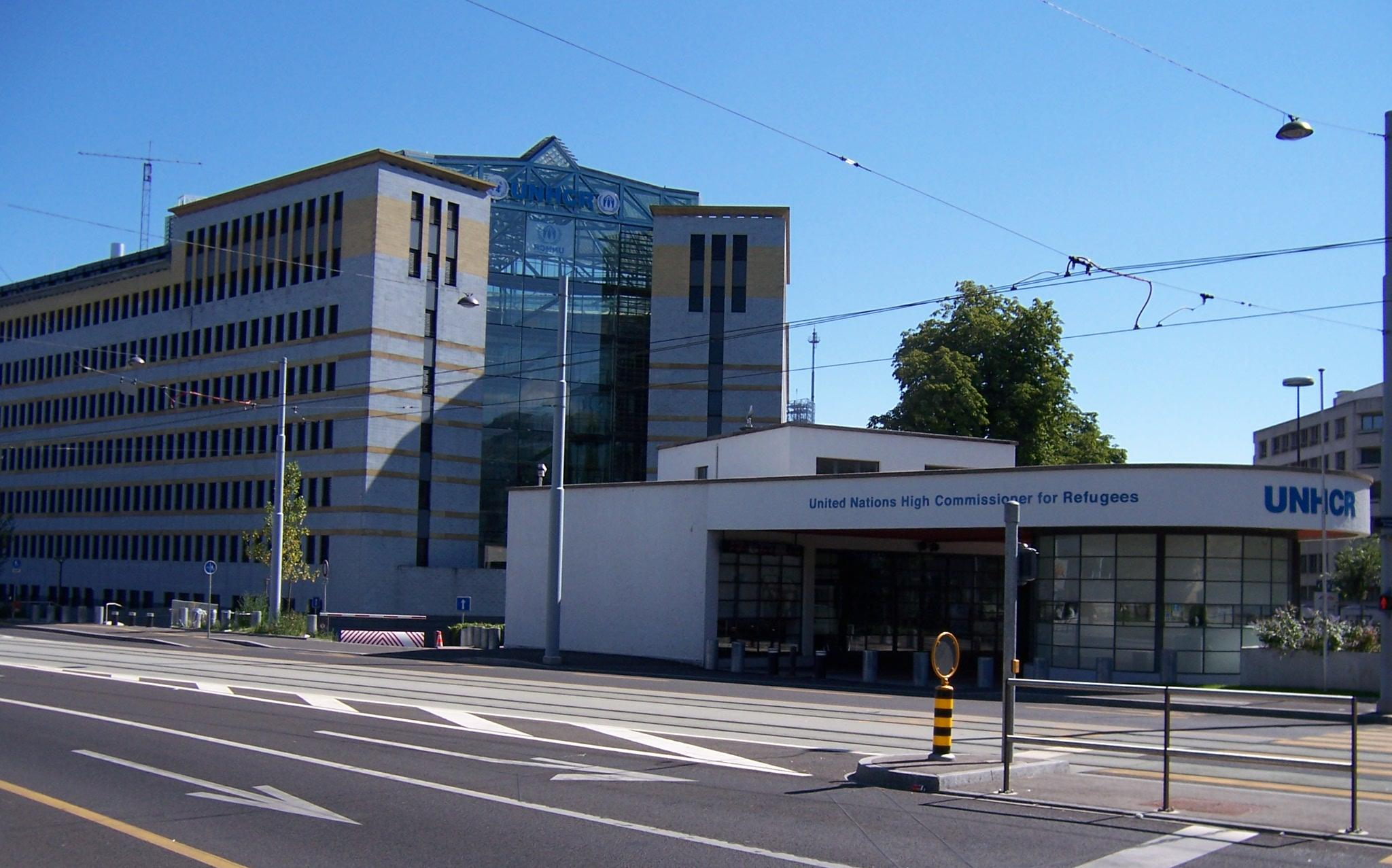
Управление Верховного комиссара ООН по делам беженцев (УВКБ)
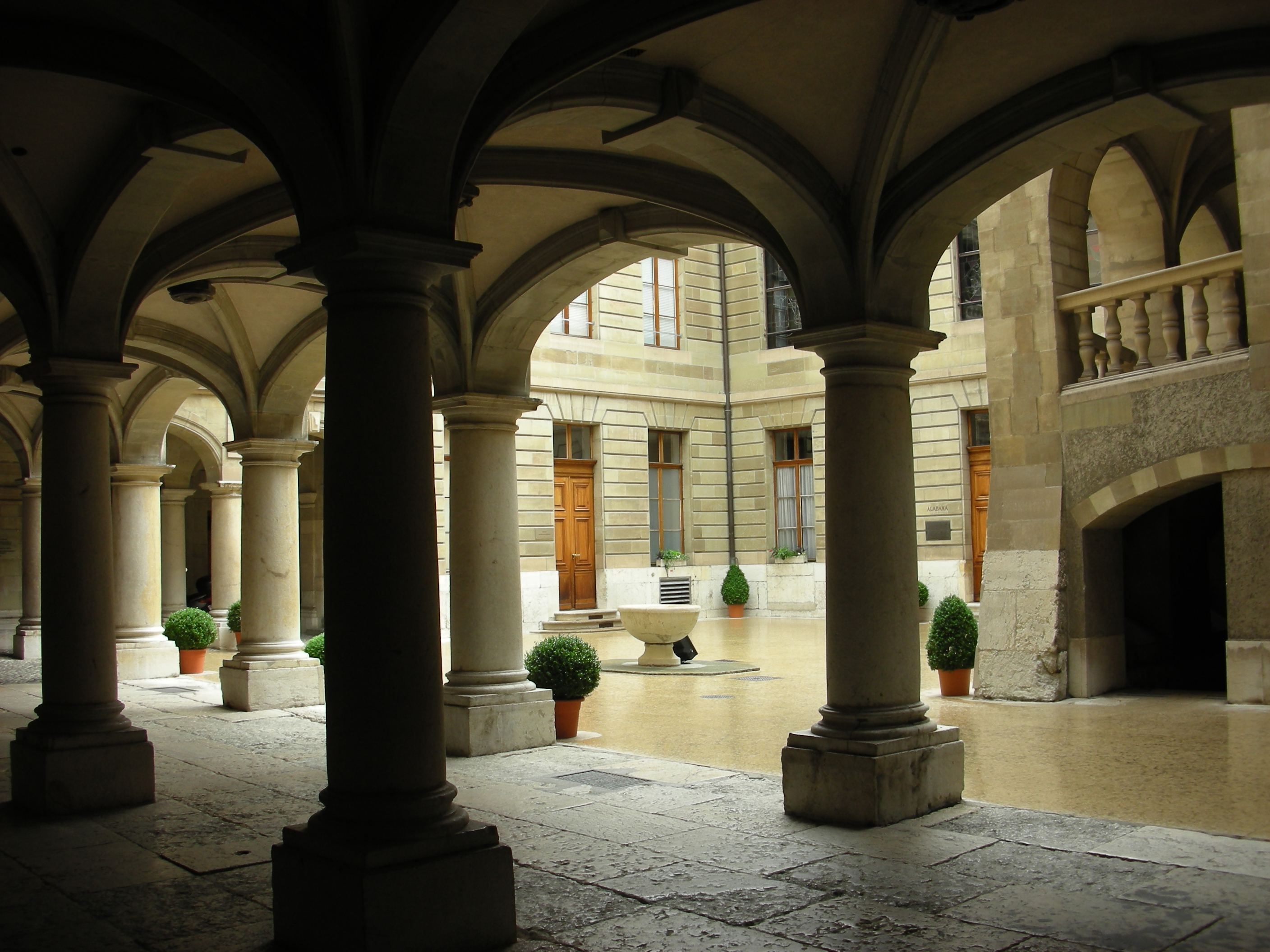
Отель-ду-Вилль и Тур-Бодэ
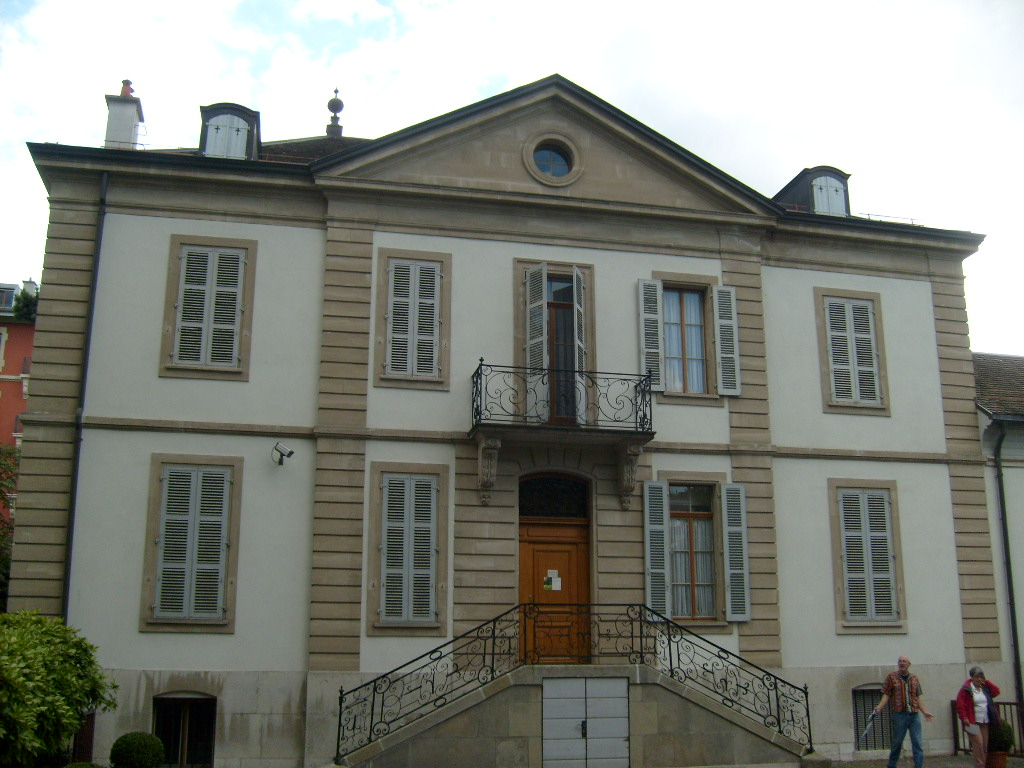
Институт и музей Вольтера с библиотекой и архивом
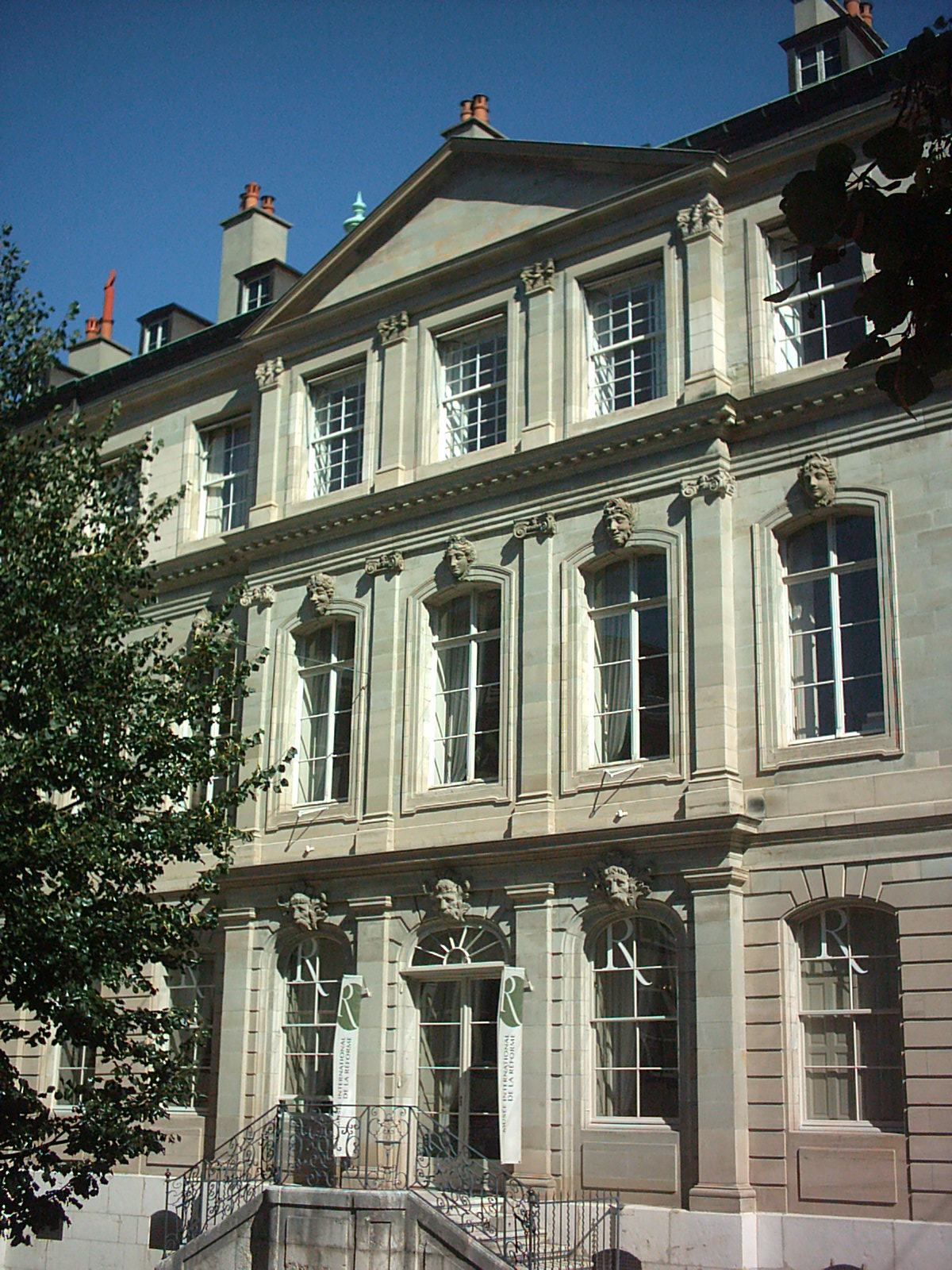
Дом Малле и Международный музей Реформации
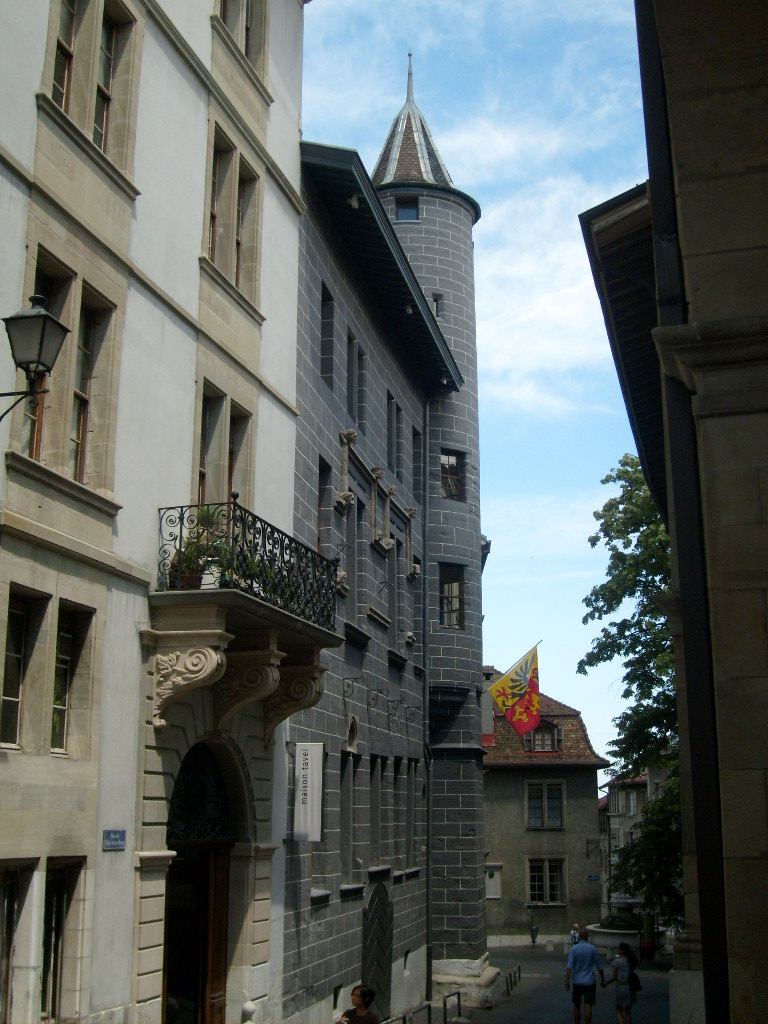
Дом Тавель
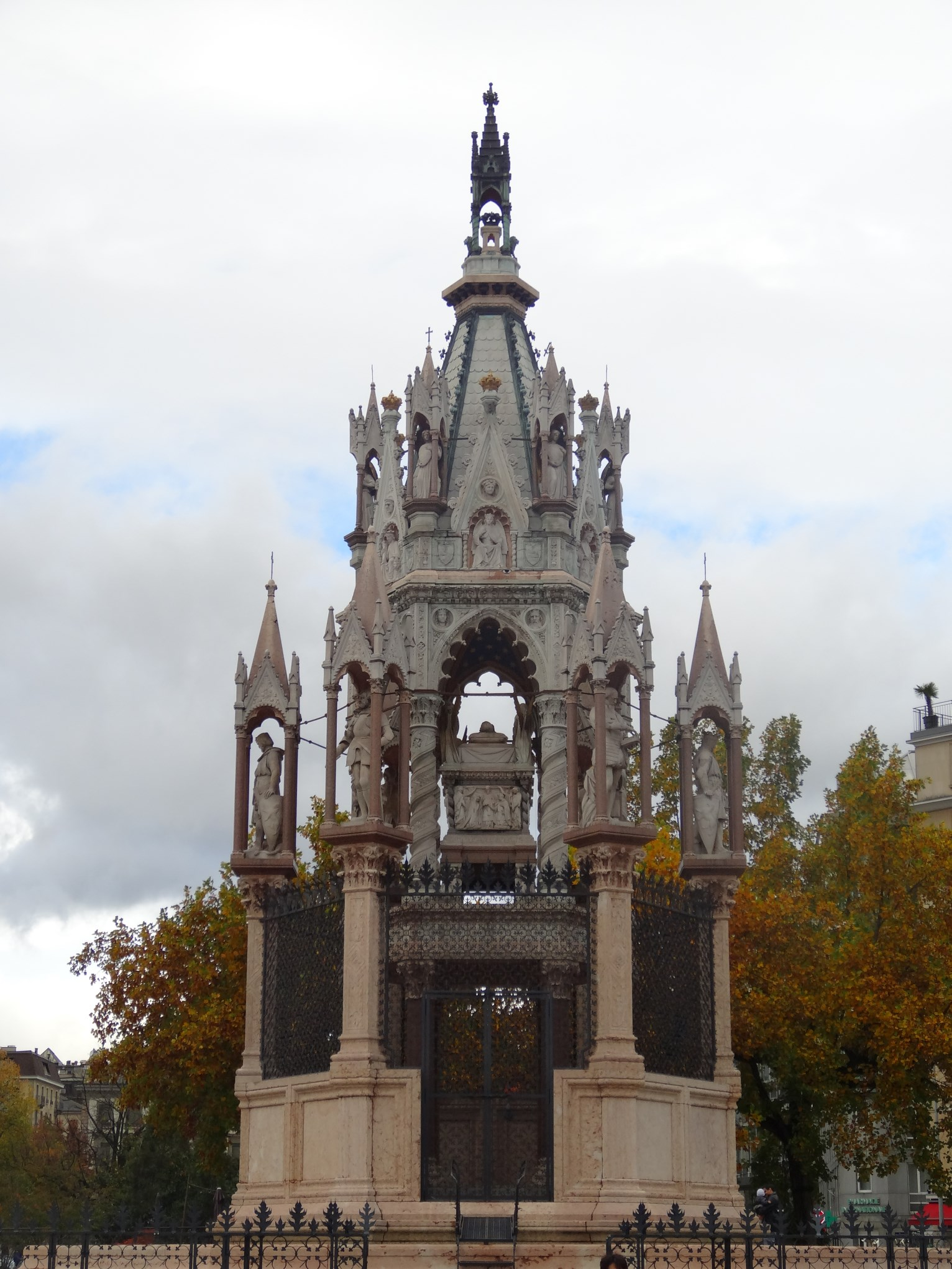
Брауншвейгский мавзолей в честь Карла II Брауншвейгского

## Город в литературе и музыке

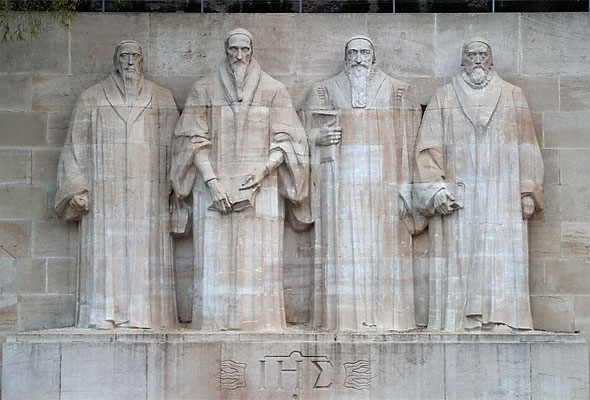
Стена Реформации.
Второй слева Жан Кальвин

Александр Иванович Герцен в своём произведении «Скуки ради» уделяет значительное место истории Женевы и описанию нравов женевцев.
Пауло Коэльо в своём произведении «Одиннадцать минут» упоминает Женеву, действие другого его романа «Адюльтер» происходит в Женеве и её окрестностях.
Клиффорд Саймак в произведении «Город» населил Женеву последними оставшимися на Земле людьми.
В Женеве работал персонаж книги Виктора Суворова (настоящее имя Владимир Богданович Резун) «Аквариум», будучи офицером легальной резидентуры ГРУ.
В романе, написанном Мэри Шелли «Франкенштейн, или Современный Прометей», говорится о Женеве как о родном городе главного героя произведения — Виктора Франкенштейна.
В балете русского композитора Дмитрия Шостаковича «Золотой век» в названии польки упоминается название города.
В произведении Альбера Коэна «Любовь властелина» действия разворачиваются в Женеве. Также фигурирует Дворец Лиги Наций.